# Liste abgegangener Lübecker Bauwerke
Die Liste abgegangener Lübecker Bauwerke enthält Bauten Lübecks, vorrangig der Lübecker Altstadt, die nicht mehr existieren. Bei den ältesten Ansichten handelt es sich um Holz- und Kupferstiche. Im 19. Jahrhundert hielt Carl Julius Milde viele Lübecker Bauwerke mit dem Zeichenstift fest. Die erste systematische fotografische Stadtbildaufnahme Lübecks begann um 1843 durch den Fotopionier Joseph Wilhelm Pero. Sein Werk setzte im letzten Viertel des 19. Jahrhunderts der bis 1903 aktiv tätige Johannes Nöhring fort.
Die Bauwerke sind nach Straßennamen und Hausnummern geordnet, wobei – außer in Ausnahmefällen – die heutige Straßeneinteilung und das 1884 eingeführte heute verwendete Hausnummernsystem zugrunde gelegt werden. Das vorherige, seit 1796 verwendete Schema der Hausnummern ist mit dem heutigen nicht kompatibel und auch nicht übertragbar, da es auf einer völlig anderen Zählweise basierte.
- Bauwerke auf dem Gebiet des Stadtteils Lübeck-Kücknitz sind in der Liste abgegangener Bauwerke in Lübeck-Kücknitz aufgeführt.
- Bauwerke auf dem Gebiet des Stadtteils Moisling sind in der Liste abgegangener Bauwerke in Lübeck-Moisling aufgeführt.
- Bauwerke auf dem Gebiet des Stadtteils Lübeck-Schlutup sind in der Liste abgegangener Bauwerke in Lübeck-Schlutup aufgeführt.
- Bauwerke auf dem Gebiet des Stadtteils St. Gertrud sind in der Liste abgegangener Bauwerke in Lübeck-St. Gertrud aufgeführt.
- Bauwerke auf dem Gebiet des Stadtteils St. Jürgen sind in der Liste abgegangener Bauwerke in Lübeck-St. Jürgen aufgeführt.
- Bauwerke auf dem Gebiet des Stadtteils St. Lorenz Nord sind in der Liste abgegangener Bauwerke in Lübeck-St. Lorenz Nord aufgeführt.
- Bauwerke auf dem Gebiet des Stadtteils St. Lorenz Süd sind in der Liste abgegangener Bauwerke in Lübeck-St. Lorenz Süd aufgeführt.
- Bauwerke auf dem Gebiet des Stadtteils Travemünde sind in der Liste abgegangener Bauwerke in Lübeck-Travemünde aufgeführt.

## Bauten ohne Straßenzuordnung
| Bezeichnung  | Standort | Erbaut   | Zerstört  | Besonderheiten und Anmerkungen | Abbildung |
| ------------ | --- | -------- | --------- | --- | --------- |
| Bellevue     | Nordende der Wallhalbinsel, auf der ehemaligen Bastion Bellevue bzw. Teufelsort                                      | 1851     | 1885      | Die beliebte Gartenwirtschaft verschwand, als die Reste der Bastion für den Hafenausbau abgetragen wurden. |           |
| Litfaßsäulen | |          | 2012      | Im März 2012 wurden fast sämtliche Litfaßsäulen in der Stadt ersatzlos entfernt. Die an der Moltkebrücke wurde ersetzt. Die hintere wurde entfernt, die vordere war ihr Ersatz. Mittlerweile wurden aber fast alle entfernten Litfaßsäulen nach Abschluss eines neuen Vertrags durch Litfaßsäulen der nächsten Generation ersetzt, so dass die Stadt wieder reichhaltig mit diesen Werbeträgern ausgestattet ist und der Eintrag hinfällig wird. |           |
| Dammannsturm | Wallhalbinsel, Bastion Dammannsturm (auf dem Gelände des heutigen Parkplatzes gegenüber der Musik- und Kongreßhalle) | 1854     | 1893      | Das Erdreich, das beim Bau der Bahnanlagen ab 1850 angefallen war, hatte man auf der Bastion Dammannsturm aufgehäuft. Die so entstandene künstliche Anhöhe von 103,5 Fuß Höhe über dem mittleren Travepegel wurde in Lennés Gestaltung der Wallanlagen einbezogen und erhielt auf ihrem höchsten Punkt diesen 37 Fuß hohen Aussichtsturm aus Eisenbahnschwellen. Die offizielle Bezeichnung des Turmes hieß Schwellenturm, wurde aber in Dammansturm geändert. Der amtliche Name des Hügels lautete Eisenbahnhöhe, doch in Lübeck wurde er nur als Chimborasso bezeichnet. Dieser war zwar nicht so hoch wie sein echter Namensvetter, dennoch genoss man von ihm aus einen Überblick über die westliche Hälfte Lübecks. Der Aussicht wegen war es ein vielbesuchter Ort der Lübecker sowie Fremden. 1885 erfolgte eine teilweise Beseitigung des Chimborasso zugunsten des Hafenausbaus, aber der Rest mitsamt dem in Lübeck sehr beliebten Schwellenturm wurde erst 1893 mit der gesamten Bastion Dammannsturm abgetragen. In Ludwig Ewers’ Lübeck-Roman Die Großvaterstadt taucht der Dammannsturm mehrmals als Handlungsort auf. Mit dem Fall der Wälle, und somit des Turmes, suchte der Lübecker Verein zur Förderung des Fremdenverkehrs einen Ersatz für diesen. Erst Jahre später wurde dieser auf dem Turm der Petrikirche geschaffen. |           |
| Olausburg    | Unklar; vermutlich am Hüxterdamm                                                                                     | vor 1329 | nach 1534 | Die Burganlage mit Graben, Zugbrücke und Turm lag 1560 in Ruinen und ist in der Folgezeit völlig abgetragen worden; bislang wurden keinerlei Überreste aufgefunden. Ihr genauer Standort ist nicht bekannt. |           |

## Aegidienstraße
| Adresse und/oder Bezeichnung     | Adresse vor 1884      | Erbaut | Zerstört | Besonderheiten und Anmerkungen | Abbildung |
| -------------------------------- | --------------------- | ------ | -------- | --- | --------- |
| Aegidienstraße 1                 | Klingenberg 678 JohQ. |        | 1942     | Wegen der Veränderungen in Straßenverlauf, Parzellierung und Häusernummerierung nach den Zerstörungen des Zweiten Weltkriegs entspricht der Standort des Hauses nicht der heutigen Aegidienstraße 1. |           |
| Aegidienstraße 3, Deutsches Haus |                       | 1903   | 1942     | Wegen der Veränderungen in Straßenverlauf, Parzellierung und Häusernummerierung nach den Zerstörungen des Zweiten Weltkriegs entspricht der Standort des Hauses nicht der heutigen Aegidienstraße 3. |           |

## Alfstraße
| Adresse und/oder Bezeichnung         | Adresse vor 1884            | Erbaut                                                                                           | Zerstört | Besonderheiten und Anmerkungen | Abbildung |
| ------------------------------------ | --------------------------- | ------------------------------------------------------------------------------------------------ | -------- | --- | --------- |
| Alfstraße 9 und 11                   | Alfstraße 53 und 54 MQ.     | Nr. 11: Kernbau aus dem 13. Jahrhundert, klassizistische Fassade. Nr. 11: spätes 14. Jahrhundert | 1942     | Das Haus Nr. 11 ist auf dem Bild links, das Haus Nr. 9 ist das links angrenzende Gebäude |           |
| Alfstraße 12                         | Alfstraße 43 MQ.            |                                                                                                  | 1942     | bis 1884 Haus der Adler-Apotheke |           |
| Alfstraße 14 und 16                  | Alfstraße 42 und 41 MQ.     |                                                                                                  | 1942     | Nr. 14 befindet sich auf dem Foto rechts; Nr. 16 ist das Gebäude links daneben. Das Haus Nr. 14 mit dem Renaissance-Treppengiebel wurde Ende der 1930er Jahre vom Architekten Alfred Dinter modernisiert. |           |
| Alfstraße 22, 24 und 26 (von rechts) | Alfstraße 38, 37 und 36 MQ. | 22 und 26 um 1600, 24 um 1700                                                                    | 1942     | Handlungsfirma Ferd. Dahlberg & Co., Lager en gros von russischen Produkten wie Hanf, Flachs und Leinsamen, Kommission und Spedition. R. J. Michelsen, Nachfolger der 1891 verstorbenen Inhabers Ferdinand Dahlberg, war vereidigter Übersetzer und wurde kurze Zeit später Argentinischer Konsul. Argentinisches Konsulat (Alfstraße 26) |           |
| Alfstraße 29                         | Alfstraße 63 MQ.            | Gotik                                                                                            | 1942     | |           |
| Alfstraße 35                         | Alfstraße 67 MQ.            | 1652                                                                                             | 1942     | |           |

## An der Mauer
| Adresse und/oder Bezeichnung              | Adresse vor 1884                    | Erbaut                  | Zerstört | Besonderheiten und Anmerkungen | Abbildung |
| ----------------------------------------- | ----------------------------------- | ----------------------- | -------- | --- | --------- |
| An der Mauer 17, Aalhofbunker             |                                     | 1941                    | 2010     | Der Hochbunker war in einer Form errichtet worden, die an die 1874 abgerissene Brauerwasserkunst am Hüxterdamm angelehnt war. Zur weiteren dementsprechenden Angleichung des Äußeren und besseren Einpassung in das Stadtbild war wie bei einigen anderen Lübecker Luftschutzbunkern eine Verklinkerung mit Backsteinen vorgesehen, die aber während des Zweiten Weltkriegs nicht mehr zur Ausführung kam und später nicht nachgeholt wurde. |           |
| An der Mauer 51a, Badeanstalt Krähenteich |                                     | 1900                    | 1954     | Das Freibad am Krähenteich (der Teil der Wakenitz ist) bestand aus einem langen Holzsteg, der beide Ufer verband; an diesem Steg befanden sich die als Pfahlbauten ausgeführten hölzernen Gebäude über dem Wasser. 1954 wurden bei einer umfassenden Renovierung des Freibads die maroden alten Gebäude abgebrochen und durch zeitgemäße Neubauten am altstadtseitigen Ufer ersetzt; der die Ufer verbindende Steg blieb jedoch bis in die 1980er Jahre erhalten, als auch er wegen Baufälligkeit entfernt und nicht wieder neu errichtet wurde. |           |
| An der Mauer 57                           | An der Mauer 767 JacQ.              | 1822                    | 1898     | Das Haus wurde anstelle der Neuen Zollbude errichtet, die an die Ostseite des inneren Mühlentors anschloss und die von der Stadt 1821 verkauft wurde. Der Standort entspricht wegen einer mittlerweile in diesem Bereich leicht verschobenen Grundstückszählung nicht dem heutigen Gebäude mit der Nummer 57, sondern eher dem Eckhaus Mühlenbrücke 1. |           |
|                                           | An der Mauer 344 JacQ., Küterhäuser | Erstbau spätestens 1262 | 1876     | Die seit dem Mittelalter bestehenden Schlachthäuser waren als ufernahe Pfahlbauten über der bis zum Bau des Elbe-Lübeck-Kanals noch erheblich breiteren Wakenitz errichtet. Ihr Standort ist durch Aufschüttungen heute nicht mehr erkennbar, entsprach aber etwa den heutigen Grundstücken Fleischhauerstraße 116/118. |           |

## An der Obertrave
| Adresse und/oder Bezeichnung      | Adresse vor 1884       | Erbaut              | Zerstört | Besonderheiten und Anmerkungen | Abbildung |
| --------------------------------- | ---------------------- | ------------------- | -------- | --- | --------- |
| An der Obertrave 16               | 462 MarQ.              | 1803–1804           | 1984     | 1803–04 prägender Umbau durch Joseph Christian Lillie für den späteren Lübecker Bürgermeister Wunderlich. Abbruch zugunsten des Konzertsaals der Musikhochschule. In diesem Haus wohnte während seiner Lübeckischen Zeit der Hauptmann und spätere General-Lieutenant Albert von Zingler. |           |
| An der Obertrave 20, Im Reinfeld  | An der Trave 598 MarQ. | 17./18. Jahrhundert | 1940     | Das Wohnhaus mit der für Lübeck untypischen Holzgalerie befand sich auf einem Grundstück, das ursprünglich im Besitz des Klosters Reinfeld war. Nach dem Abbruch wurde im folgenden Jahr an gleicher Stelle ein Luftschutzbunker errichtet, dessen äußere Gestalt sich an die Formen des abgerissenen Gebäudes anlehnt.                                                                                     |           |
| An der Obertrave 58/Effengrube 13 | 809 MarQ.              | Gotik               | 1904     | Das Haus Nr. 13 (auf dem Bild rechts), das sich an der Ecke zur Effengrube befand, trug parallel auch die Hausnummer Effengrube 13. Die gotischen Giebelhäuser wurden abgebrochen, um dem Neubau eines mehrstöckigen Wohnhauses Platz zu machen, das sich heute noch dort befindet. Da die Südseite der Effengrube nach den Kriegszerstörungen neu parzelliert wurde, trägt das Gebäude heute die Nummer 7. |           |

## An der Untertrave
| Adresse und/oder Bezeichnung                                                                   | Adresse vor 1884 | Erbaut                                                  | Zerstört       | Besonderheiten und Anmerkungen | Abbildung |
| ---------------------------------------------------------------------------------------------- | ---------------- | ------------------------------------------------------- | -------------- | --- | --------- |
| Bäumerhaus                                                                                     | 761 MMQ.         |                                                         | 1851           | Das Gebäude unterhalb der Kleinen Altefähre, schon zu Anfang des 17. Jahrhunderts erwähnt, befand sich unmittelbar am Ufer der Trave und diente ursprünglich einem Reitendiener, der den Wasserbaum öffnete und schloss, als Dienstwohnung, später einem ehemaligen Schiffer, der das Amt des Zolleinnehmers bekleidete. 1851 wurde es bei der Erweiterung des Hafens abgebrochen. |           |
| Niederwaage                                                                                    |                  | nach 1564                                               | kurz nach 1873 | Die neben der Oberwaage zweite städtische Waage befand sich zwischen den Einmündungen von Alfstraße und Mengstraße, gegenüber vom heutigen Gebäude An der Untertrave 96. |           |
| An der Untertrave 1, Seemannsheim                                                              |                  | 1913                                                    | 1966/67        | Backsteinbauwerk in Heimatschutzarchitektur, Architekten Willy Glogner & Paul Vermehren |           |
| An der Untertrave 1, Seemannsheim                                                              |                  | 1966–1967 / 1977 (Erweiterungsbau)                      | 2012           | Abbruch für den Bau des Europäischen Hansemuseums |           |
| An der Untertrave 1a, Luftschutzbunker                                                         |                  | 1941                                                    | 2012           | Der während des Zweiten Weltkriegs erbaute Bunker wurde 1966/67 baulich in den Neubau des Seemannsheims integriert. Von 1975 bis Ende 2008 beherbergte er den Jazzclub Dr. Jazz. Abbruch für den Bau des Europäischen Hansemuseums |           |
| Arsenal                                                                                        | 760 MMQ          | 1625                                                    | 1857           | Das schlichte, groß dimensionierte Bauwerk war der Nachfolgebau eines zwischen 1334 und 1337 errichteten Lagerhauses, in dem unter anderem auch Schiffsgeschütze eingelagert waren, wovon sich der Name des Gebäudes herleitete. 1857 wurde der Bau im Zuge einer Verbreiterung des Hafengeländes abgebrochen. |           |
| An der Untertrave 2, Arsenal                                                                   | 760 MMQ.         | 1858                                                    | 1912           | Anstelle des alten Arsenals wurde ein Neubau errichtet, das die Bezeichnung seines Vorgängers erbte und als Magazin der Hafenverwaltung sowie für andere untergeordnete Zwecke diente. Es wurde 1912 für den Bau des Seemannsheims niedergelegt. |           |
| Blauer Turm                                                                                    | 277 MMQ.         | 1452                                                    | 1853           | |           |
| An der Untertrave 48/49                                                                        | 637/636 MMQ.     | 1879                                                    | 1941           | Das Gebäude an der Ecke zur Engelsgrube wurde abgebrochen, um Platz für einen heute noch existierenden, mittlerweile zum Wohnhaus umgebauten Luftschutzbunker zu machen. |           |
| An der Untertrave 51                                                                           | 485 MMQ.         |                                                         |                | |           |
| An der Untertrave 52/53                                                                        | 484/483 MMQ.     | Um 1600                                                 | 1995           | Das Haus wurde durch einen Brand am 7. Januar 1995 nahezu vollständig vernichtet. Der Wiederaufbau in veränderter Form war im März 1999 abgeschlossen. |           |
| An der Untertrave 52a                                                                          |                  | 1955                                                    | 2016           | Der Pavillon an der Drehbrücke beherbergte eine öffentliche Toilette und Anlagen für die Elektrizitätsversorgung. Im Rahmen der Neugestaltung des Bereichs beschloss die Stadt Lübeck den Abriss des Gebäudes, der im November 2016 erfolgte. |           |
| An der Untertrave 54                                                                           | 482 MMQ.         |                                                         | 1910           | |           |
| An der Untertrave 54b, Fisch-Hütte                                                             |                  | 1955                                                    | 2016           | Der Pavillon unmittelbar an der Drehbrücke wurde 1955 als Kiosk errichtet und beherbergte seit 1968 den Imbiss Fisch-Hütte. Im Rahmen der Neugestaltung des Bereichs beschloss die Stadt Lübeck den ersatzlosen Abriss des Gebäudes, der im November 2016 erfolgte. |           |
| An der Untertrave 56, Speicher Der Elephant                                                    | 479 MMQ.         | 18. Jahrhundert                                         | 1972           | Abbruch für den Neubau des Zollamtes |           |
| An der Untertrave 57                                                                           | 478 MMQ.         | 17. Jahrhundert mit schlichter Putzfassade von ca. 1800 | 1972           | Abbruch für den Neubau des Zollamtes |           |
| An der Untertrave 75, Altdeutsche Weinstube                                                    | 298 MMQ.         | 1289                                                    | 1942           | Badstube bis 1327, danach der Marienkirche vermacht, die es aber rasch wieder verkaufte. Seit dem 18. Jh. besaß das Haus die Weinkranzberechtigung, es hieß damals auch Weinkranz oder Der Kranz. Die Inneneinrichtung der Weinstube, deren Schnitzereien sie zu einem Gegenstück des Fredenhagen-Zimmers machten, das sich heute im Haus der Kaufmannschaft befindet, wurde 1904 an das Thaulow-Museum verkauft und befindet sich heute im Schleswig-Holsteinischen Landesmuseum Schloss Gottorf. |           |
| An der Untertrave 77                                                                           | 296 MMQ.         | Gotik                                                   | 1942           | |           |
| An der Untertrave 78                                                                           | 295 MMQ.         |                                                         | 1942           | |           |
| An der Untertrave 80                                                                           | 293 MMQ.         |                                                         | 1914           | |           |
| An der Untertrave 84                                                                           | 280 MMQ.         |                                                         | 1913           | |           |
| An der Untertrave 88                                                                           | 104 MMQ.         | 2. Hälfte des 17. Jahrhunderts                          | 1911           | |           |
| An der Untertrave 92                                                                           | 100 MMQ.         |                                                         | 1908           | |           |
| An der Untertrave 93                                                                           | 99 MMQ.          |                                                         | 1903           | |           |
| An der Untertrave 94                                                                           | 98 MMQ.          |                                                         | 1908           | |           |
| An der Untertrave 97                                                                           | 28 MMQ.          | um 1566                                                 | 1871           | |           |
| An der Untertrave 100, Logenhaus                                                               | 72 MMQ.          | 1857                                                    | 1942           | ab 1910 Logenhaus des Guttemplerordens |           |
| An der Untertrave 104                                                                          | 113-116 MMQ.     |                                                         | 1887           | Die drei Grundstücke mit einzeln errichteten Gebäuden wurden 1858 unter Einbeziehung des Grundstücks 112 MMQ. in der Fischstraße zu einem zusammengefasst. |           |
| An der Untertrave 104, Hotel Kaiserhof                                                         |                  | 1887                                                    | 1942           | Das Gebäude wurde am 19. November 1918 von der Stadt erworben und nach Umbau als Arbeitsamt genutzt. |           |
| An der Untertrave 110, Gasthof zur Sonne                                                       | 157 MQ.          |                                                         | 1902           | Das doppelgieblige Gebäude bestand aus ursprünglich zwei separaten Häusern. |           |
| An der Untertrave 111/112                                                                      |                  | 1904                                                    | 1981           | |           |
| An der Untertrave (ohne Hausnummer), Travepavillon (auch Travenpavillon und weitere Varianten) |                  | 1879                                                    | 1927 (?)       | Der Pavillon, der sich direkt gegenüber der Einmündung der Braunstraße befand, war ursprünglich als Wartegebäude für die Passagiere der Trave-Dampfschiffe errichtet worden. Später beherbergte er eine Gaststätte. Ab 1927 erscheint er nicht mehr in den Gebäudeverzeichnissen der Adressbücher und in den Telefonbüchern, so dass er vermutlich in jenem Jahr abgebrochen wurde. |           |

## Balauerfohr
| Adresse und/oder Bezeichnung            | Adresse vor 1884                   | Erbaut                                | Zerstört | Besonderheiten und Anmerkungen | Abbildung |
| --------------------------------------- | ---------------------------------- | ------------------------------------- | -------- | --- | --------- |
| Balauerfohr 18                          | Balauerfohr 173 JohQ.              |                                       | 1942     | |           |
| Balauerfohr 19, 21 und 23               | Balauerfohr 188, 187 und 186 JohQ. | verschiedene Baujahre                 | 1942     | Auf dem Bild befindet sich das Haus Nr. 23 rechts. Nr. 19 wies einen Backstein-Treppengiebel aus der Renaissance auf, Nr. 21 einen Volutengiebel aus dem 18. Jahrhundert und Nr. 23 eine Empire-Fassade des frühen 19. Jahrhunderts. |           |
| Balauerfohr 27, Backhaus im Balauerfohr | Balauerfohr 183 JohQ.              |                                       | 1942     | Vorklassizistischer Bau an der Ecke Krähenstraße/Balauerfohr |           |
| Balauerfohr 29                          | Balauerfohr 182 JohQ.              | 17. Jahrhundert, im Kern sicher älter | 1907     | Das links anschließende Reihenhaus lag in der Krähenstraße (Nr. 2–6) |           |

## Beckergrube
| Adresse und/oder Bezeichnung                 | Adresse vor 1884                        | Erbaut                         | Zerstört | Besonderheiten und Anmerkungen | Abbildung |
| -------------------------------------------- | --------------------------------------- | ------------------------------ | -------- | --- | --------- |
| Beckergrube 1                                |                                         |                                | 1942     | |           |
| Breite Straße 36–40 / Beckergrube 1–9        |                                         | 1965                           | 2008     | Das Gebäude der Landesbank. |           |
| Beckergrube 5                                |                                         | 1910                           | 1942     | Das Erdgeschoss füllte der Laden und Hausflur. Das Haustein-Erdgeschoss wies drei wuchtige, an den Ecken abgeschrägte Pfeiler mit angedeuteten Kapitäl auf. Diese trugen ein kräftiges Gebälk, das gegen die Stockwerke mit stark profiliertem Sims abschloss. Der Mittelpfeiler zwischen Tür und Schaufenster diente zugleich als augenfällige Mittelstütze des Gebälks. Kräftig profilierte Voluten waren über die Eckpfeiler gelagert. Das erste Stockwerk war als eine Art Mezzanin zwar nicht auffallend niedriger, aber durch die besondere Anordnung der zwei breiten Fenster gekennzeichnet. Den zweiten und dritten Stock beherrschte ein flacher Erker. Das Erkerdach diente dem dritten Stock als Balkon. An dem querliegenden Halbsteildach setzte ein breiter Dacherker die Fassade fort mit gedrücktbogigem Giebelfeld. An dessen Wurzel wiederholten sich die flach gehaltenen Voluten des Unterbaus noch schärfer profiliert als bloße Verzierung. Sonst zeigte die Fassade an Schmuck nur noch Ziegelsteinornamentik auf Verputzgrund. Der Architekt entwarf auch das heute nach stehende Haus in der Großen Burgstraße 36. |           |
| Beckergrube 7                                | Beckergrube 151 MMQ.                    | 1876                           | 1942     | |           |
| Beckergrube 9                                | Beckergrube 150 MMQ.                    |                                | 1942     | 1895 wurde das ursprünglich zweistöckige Gebäude für das Atelier des Fotografen Julius Rogall aufgestockt, auf dem Foto deutlich am großen Glasdach erkennbar. |           |
| Beckergrube 10                               | Beckergrube 158 MMQ.                    | 1752                           | 1857     | Erstes öffentliches Theater Lübecks, das Ebbe’sche Theater. Entstand durch Umbau des Lüneburger Hofs, von 1393 bis ins 16. Jahrhundert Sitz der Ratsfamilie Lüneburg. |           |
| Beckergrube 10–14                            | Beckergrube 158, 159, 160 MMQ.          | 1857                           | 1907     | Zweites Lübecker Theater, das sogenannte Casino-Theater, errichtet am Standort des Vorgängerbaus und auf den hinzuerworbenen Grundstücken Nr. 12 und Nr. 14 |           |
| Beckergrube 11, Die Biene                    | Beckergrube 149 MMQ.                    | 18. Jahrhundert                | 1942     | Einer der größten Handelswaren-Speicher Lübecks |           |
| Beckergrube 13                               | Beckergrube 148 MMQ.                    |                                | 1942     | |           |
| Beckergrube 15                               | Beckergrube 147 MMQ.                    |                                | 1942     | |           |
| Beckergrube 17                               | Beckergrube 146 MMQ.                    |                                | 1942     | |           |
| Beckergrube 19                               |                                         | 1896                           | 1942     | Zufahrtsgebäude der Markthalle |           |
| Markthalle im Wehdehof hinter Beckergrube 19 |                                         | 1895                           | 1942     | Die im Blockinneren errichtete Markthalle hatte wegen ihrer drei Zugänge zusätzlich die Adressen Breite Straße 44 und Mengstraße 6. |           |
| Beckergrube 20                               |                                         |                                | 1942     | |           |
| Beckergrube 22                               | Beckergrube 165 MMQ.                    | 1805                           | 1942     | Klassizistischer Neubau des Architekten Joseph Christian Lillie für den Kaufmann und Reeder Simon Hasse (1771–1860). |           |
| Beckergrube 24                               | Beckergrube 166 MMQ.                    | 2. Hälfte des 18. Jahrhunderts | 1942     | |           |
| Beckergrube 26                               | Beckergrube 167 MMQ.                    |                                | 1942     | Unter einem gemeinsamen Dachstuhl mit Nr. 30. Mit Zugang (Torbogen links) zum dahinter liegenden Gang Ahrens Torweg (Beckergrube Nr. 28) |           |
| Beckergrube 29                               | Beckergrube 140 MMQ.                    | 18. Jahrhundert                | 1942     | |           |
| Beckergrube 30                               | Beckergrube 169 MMQ.                    |                                | 1942     | Die Fassade war mit einem Fries aus Terrakotten von Statius von Düren verziert. Gebäude unter einem gemeinsamen Dachstuhl mit Nr. 26. Mit Zugang (Torbogen rechts) zum dahinter liegenden Gang Ahrens Torweg (Beckergrube 28) |           |
| Beckergrube 33                               | Beckergrube 137–138 MMQ.                |                                | 1942     | Seit 1841 Sitz des zuvor in der Mengstraße ansässigen Herrenkonfektions-Geschäfts J. C. Brauer |           |
| Beckergrube 35                               | Beckergrube 136 MMQ.                    |                                | 1942     | Auf dem Foto rechts im Bild |           |
| Beckergrube 40                               | Beckergrube 197 MMQ.                    | 16. Jahrhundert                | 1902     | Geburtshaus Emil Possehls, abgerissen zugunsten des neuen Possehl-Kontors |           |
| Beckergrube 40                               |                                         | 1902                           | 1942     | Vom Architekten Christoph Hehl für die Firma L. Possehl & Co. errichtet |           |
| Beckergrube 44                               | Beckergrube 199 MMQ.                    |                                | 1942     | |           |
| Beckergrube 51                               |                                         | 1582                           | 1942     | |           |
| Beckergrube 52                               | Beckergrube 203 MMQ.                    | 1881                           | 1942     | Elternhaus der Brüder Heinrich und Thomas Mann, um 1910 Französisches Konsulat |           |
| Beckergrube 60                               | Beckergrube 208 MMQ. (1796), 229 (1820) |                                | 1875     | Brauhaus, 1835–1866 Zunftbrauerei, 1870 Actienbrauerei, am 15. Februar 1875 durch Feuer zerstört |           |
| Beckergrube 60                               |                                         | 1875                           | 1942     | 1875–1894 Reichsbank-Filiale |           |

## Braunstraße
| Adresse und/oder Bezeichnung | Adresse vor 1884      | Erbaut                    | Zerstört | Besonderheiten und Anmerkungen | Abbildung |
| ---------------------------- | --------------------- | ------------------------- | -------- | --- | --------- |
| Braunstraße 4                | Braunstraße 138 MarQ. | 1549                      | 1878     | Die Fassaden-Terrakotten von Statius von Düren wurden beim Abbruch abgenommen und an der Fassade des Hauses Musterbahn Nr. 3 angebracht. |           |
| Braunstraße 7                | Braunstraße 141 MarQ. | 18. Jahrhundert (Fassade) | 1942     | |           |
| Braunstraße 9                | Braunstraße 142 MarQ. | 14. Jahrhundert           | 1942     | |           |
| Braunstraße 11               | Braunstraße 143 MarQ. | spätes 18. Jahrhundert    | 1942     | |           |
| Braunstraße 13               | Braunstraße 144 MarQ. | 1829 (Fassade)            | 1942     | Die klassizistische Fassade wurde 1829 einem deutlich älteren Gebäude vorgesetzt; der Rückgiebel des Hauses wurde etwa um 1580 errichtet. |           |
| Braunstraße 14               |                       | 1961                      | 2019     | Das Haus war ursprünglich Teil des Komplexes der 1961 errichteten Dorothea-Schlözer-Schule, die einen Großteil der von Fischstraße, Einhäuschen Querstraße und Braunstraße begrenzten Fläche einnahm. Es war vorgesehen gewesen, auch diesen Teil des Schulgebäudes bei der Vorbereitung für die Neugestaltung des Gründerviertels im Frühjahr 2010 komplett abzubrechen und die Parzelle für einen vollständigen Neubau abzuräumen. Jedoch stellte sich heraus, dass das angrenzende historische Giebelhaus Nr. 12 Schaden nehmen oder sogar einstürzen könnte, wenn die Abstützung durch das Nachbarhaus fortfiel. Aus diesem Grunde wurde Nr. 14 nur bis auf die absolut erforderliche statische Grundstruktur entkernt: Die Fassade, das Dachgeschoss und die nichttragenden Teile des Inneren wurden beseitigt, so dass nur ein Skelett verblieb, das als Kern eines Neubaus dient. |           |
| Braunstraße 15               | Braunstraße 145 MarQ. | vor 1776                  | 1942     | |           |

## Breite Straße
| Adresse und/oder Bezeichnung                                                | Adresse vor 1884            | Erbaut                                              | Zerstört | Besonderheiten und Anmerkungen | Abbildung |
| --------------------------------------------------------------------------- | --------------------------- | --------------------------------------------------- | -------- | --- | --------- |
| Breite Straße 1                                                             | Breite Straße 770 JacQ.     | 16. Jahrhundert                                     | 1907     | Niedergelegt für das neue Gebäude der Lübecker Bäckerei Junge |           |
| Breite Straße 3                                                             | Breite Straße 771 JacQ.     |                                                     | 1907     | Niedergelegt für das neue Gebäude der Lübecker Bäckerei Junge |           |
| Breite Straße 4 (rechte Hälfte)                                             | Breite Straße 798 MMQ.      |                                                     | 1882     | Das Gebäude wurde abgerissen und, angeglichen an die Fassade des links daneben stehenden klassizistischen Hauses (Nr. 799) von 1852, neu errichtet und mit diesem zu einem einzigen Bau verbunden. |           |
| Breite Straße 5                                                             | Breite Straße 772 JacQ.     |                                                     | 1907     | Niedergelegt für das neue Gebäude der Lübecker Bäckerei Junge |           |
| Breite Straße 7, Tischlerhaus                                               | Breite Straße 773 JacQ.     |                                                     | 1872     | Das Zunfthaus der Hauszimmerleute wurde von der Tischlerzunft 1872 an den Arzt Dr. Carl Johann Gottlieb Matz verkauft, der es abbrechen und einen Neubau errichten ließ. |           |
| Breite Straße 8                                                             | Breite Straße 801 MMQ.      |                                                     | 1838     | |           |
| Breite Straße 10                                                            | Breite Straße 802 MMQ.      | 16. Jahrhundert                                     | 1846     | |           |
| Breite Straße 10                                                            | Breite Straße 802 MMQ.      | 1846                                                | 1942     | Wohnhaus von Johann Daniel Eschenburg und Hermann Wilhelm Fehling, später Gewerbehaus. |           |
| Breite Straße 12                                                            | Breite Straße 803 MMQ.      |                                                     | 1942     | Dimpkersches Haus. Das ursprünglich mit einem Treppengiebel versehene Gebäude erhielt zu Beginn des 19. Jahrhunderts eine schlichte klassizistische Putzfassade vorgesetzt, die 1939 wieder durch einen Backstein-Treppengiebel ersetzt wurde. Ein Rokokosaal aus dem Seitenflügel befindet sich seit 1905 im Haus Fleischhauerstraße 20. |           |
| Breite Straße 14                                                            | Breite Straße 804 MMQ.      | nach 1853                                           | 1942     | Geschäftslokal der Tapetenhandlung Friedrich Matz (gegründet 1808, Lager von Tapeten, Teppichen, sonstigen Decorations-Gegenständen und allen Sorten Schreibmaterialien) Die Fassade war mit Sgraffitomalerei geschmückt. Im Obergeschoss von 1906 bis 1917 Werkstätte für künstlerische Frauenarbeit von Louise Matz |           |
| Breite Straße 16                                                            |                             | 1892                                                | 1942     | Von der Gemeinnützigen unter besonderer Berücksichtigung der Bedürfnisse der hier angesiedelten, 1817 gegründeten Spar- und Anleihe-Kasse zu Lübeck im Neorenaissance-Stil errichtet. Sitz der Norddeutschen Getreidebank. |           |
| Breite Straße 18                                                            | Breite Straße 806 MMQ.      | Zwischen 1500 und 1550                              | 1910     | Abgerissen für den Neubau der Sparkasse |           |
| Breite Straße 18                                                            |                             | 1911/12                                             | 1967     | Neues und altes Betriebshaus der Spar- und Anleihekasse zu Lübeck. Abgerissen für den zweiten Erweiterungsbau der Sparkasse |           |
| Breite Straße 20                                                            | Breite Straße 807 MMQ.      |                                                     | 1965     | Abgerissen für den ersten Erweiterungsbau der Sparkasse |           |
| Breite Straße 22                                                            | Breite Straße 808 MMQ.      |                                                     | 1965     | Abgerissen für den ersten Erweiterungsbau der Sparkasse |           |
| Breite Straße 24                                                            | Breite Straße 809 MMQ.      |                                                     | 1965     | 1909–1911 beherbergte das Gebäude das Kino Reform-Theater. Abgerissen für den ersten Erweiterungsbau der Sparkasse |           |
| Breite Straße 35                                                            | Breite Straße 787 JacQ.     |                                                     | 1908     | Das Haus war von 1848 bis 1903 Sitz der Musikalienhandlung F. W. Kaibel, danach der Privatbank Louis Wolff. |           |
| Breite Straße 36–40 / Beckergrube 1–9                                       |                             | 1965                                                | 2008     | Das Gebäude der Landesbank; der gläserne Kubus im Vordergrund war nicht Teil des Gebäudes. |           |
| Breite Straße 38                                                            | Breite Straße 816 MMQ.      | 1788                                                | 1904     | Wohnhaus der Familie Mann ab 1872 und Geburtshaus von Thomas Mann |           |
| Breite Straße 38                                                            |                             | 1904                                                | 1942     | |           |
| Breite Straße 39                                                            |                             | zweite Hälfte 18. Jahrhundert                       | 1904     | Weingroßhandlung Massmann & Nissen |           |
| Breite Straße 40                                                            | Breite Straße 817 MMQ.      |                                                     | 1914     | Auf dem Bild am linken Rand |           |
| Breite Straße 40                                                            |                             | 1903                                                | 1942     | Erbaut vom Lübecker Baumeister Carl Heinrich Friedrich Blunck, dem Vater Erich Bluncks, als neues Geschäftshaus der Musikalienhandlung F. W. Kaibel (vormals Breite Straße 35), die hier am 1. November 1903 einzogen. 1914 zog das Musikhaus Kaibel in die Beckergrube 2 um, das Gebäude Breite Straße 40 wurde Sitz der Bank für Handel und Gewerbe |           |
| Breite Straße 42                                                            | Breite Straße 818 MMQ.      | 1834                                                | 1913     | |           |
| Breite Straße 44                                                            | Breite Straße 819 MMQ.      | Renaissance                                         | 1903     | Von 1605 an Wohnhaus des Johann Füchting und nach seinem Tod bis 1662 im Besitz seiner Erben. Später als Brömsenhaus bekannt. Die Fassade ist nur in einem einzigen Foto erkennbar überliefert. |           |
| Breite Straße 44                                                            |                             | 1903                                                | 1942     | 1903 erbaut für das Kaufhaus Markmann & Meyer, mit Durchgang zur Markthalle und Restaurant Zur Brömbsenhalle |           |
| Markthalle im Wehdehof hinter der Breiten Straße 44                         |                             | 1895                                                | 1942     | Die im Blockinneren errichtete Markthalle hatte wegen ihrer drei Zugänge zusätzlich die Adressen Mengstraße 6 und Beckergrube 19. |           |
| Breite Straße 45                                                            | Breite Straße 792 JakQ.     | Klassizismus                                        | 1942     | im 19. Jahrhundert Wohnhaus der Familie Schlözer und Kaiserlich Russisches Generalkonsulat |           |
| Breite Straße 46                                                            |                             | 1907                                                | 1942     | Nr. 46 ist das neobarocke Giebelhaus im Vordergrund |           |
| Breite Straße 48                                                            | Breite Straße 821 MMQ.      | 1805 (prägend)                                      | 1942     | Auf dem Foto rechts. Umbau mit Fassadenneugestaltung durch den Architekten Joseph Christian Lillie (um 1805) für den Lübecker Arzt Jacob August Schetelig. Fassade im Erdgeschoss 1920 durch den Einbau großer Schaufenster zu beiden Seiten der Eingangstür erheblich verändert. |           |
| Breite Straße 50, Haus Böse                                                 | Breite Straße 822 MMQ.      | 1821                                                | 1942     | Klassizistischer Neubau auf asymmetrischem Grundstück durch Joseph Christian Lillie für den Protonotar Christian Heinrich Lembke. Das Haus diente bis zur Zerstörung als Geschäftsstelle der Nordischen Gesellschaft. |           |
| Breite Straße 51                                                            | Breite Straße 795 JacQ.     | 14. Jahrhundert (neugotische Fassade von 1861)      | 1901     | Der Nachfolgebau von 1901 war 1906/07 Sitz von Diercks Hansa-Kinematographen, Lübecks erstem Lichtspielhaus |           |
| Breite Straße 53                                                            | Breite Straße 796 JacQ.     | 17. Jahrhundert                                     | 1942     | |           |
| Breite Straße 54                                                            | Breite Straße 824 MMQ.      |                                                     | 1925     | Ab 1869 Wohnhaus der Familie Mann und Geburtshaus von Heinrich Mann, woran eine Gedenktafel am heutigen Bankgebäude der Commerzbank AG erinnert. Das Gebäude wurde 1925 einem so umfangreichen Umbau unterzogen, dass es einem Neubau nahekam. |           |
| Breite Straße 54                                                            |                             | 1925                                                | 1942     | Seit 1919 befand sich das Gebäude in Besitz der Commerz- und Privatbank, die das Haus 1925 durch die Architekten Schöß und Redelstorff so umfassend umbauen und aufstocken ließ, dass es einem Neubau nahekam. Augenfällig wurde dies insbesondere durch die Putzfassade, die expressionistische Elemente mit der Formensprache alter Lübecker Giebel kombinierte. |           |
| Breite Straße 55, Ratsapotheke                                              | Breite Straße 797 JacQ.     | 1582                                                | 1855     | |           |
| Breite Straße 55                                                            | Breite Straße 797 JacQ.     | 1855                                                | 1942     | Von 1863 bis 1910 Sitz der Commerz-Bank in Lübeck |           |
| Breite Straße 57                                                            |                             | 1888                                                | 1906     | Das gründerzeitliche Haus an der Ecke zur Johannisstraße (heute: Dr.-Julius-Leber-Straße) wurde abgebrochen für den Bau des Karstadt-Kaufhauses |           |
| Breite Straße 59                                                            | Breite Straße 969 JohQ.     | Von 1755 bis 1904 Sitz der Tuchhandlung Stolterfoht | 1906     | Abgebrochen für den Bau des Karstadt-Kaufhauses |           |
| Breite Straße 57–61, Karstadt-Kaufhaus                                      |                             | 1906                                                | 1942     | Auf den Grundstücken Breite Straße 59–61 sowie Johannisstraße 2–8 errichtetes Jugendstil-Kaufhaus, 1913 erweitert. Nach dem Zweiten Weltkrieg an gleicher Stelle neu erbaut und 1995–96 nochmals durch zwei Neubauten ersetzt. |           |
| Breite Straße 60, Düffckes Hotel                                            | Breite Straße 827 MMQ.      | 1855                                                | 1942     | Das vom Gastwirt Johann Carl August Düffcke erbaute Hotel wurde anstelle zweier älterer Häuser errichtet. Das Gebäude an der Ecke zur Mengstraße, das dem Neubau weichen musste, war einst im Besitz des Buchdruckers Johann Balhorn gewesen und hatte Bürgermeister Friedrich Nölting gehört, dessen Witwe es für 32.000 Lübische Mark an Düffcke veräußerte. |           |
| Breite Straße 61a                                                           | Alter Schrangen 963 JohQ.   | 1855                                                | 1928     | Das Spritzenhaus war bis 1906 in Betrieb, als die Feuerwehr ihre neue Hauptfeuerwache bezog, welche sie sie 1988 endgültig verließ. Nach 1906 dient es als Kunsthandlung von Bernhard Nöhring. Durch den Abriss des Spritzenhauses und der rückwärtig anschließenden Bauten 1928 wurden die Gassen Alter Schrangen und Kleiner Schrangen zum heutigen Schrangen zusammengelegt |           |
| Breite Straße 62 (zugehörig), Wohnung des Rathauswärters                    |                             | um 1640/50                                          | 1893     | Die Wohnung des Rathauswärters mit dem frühbarocken Vorbau zur Breiten Straße befand sich im südlichsten Joch der Arkaden unter dem Kriegsstubenbau des Lübecker Rathauses. Bei Abtragung der angrenzenden Renaissancetreppe zur Vorbereitung ihres Neubaus wurde die Wohnung mitsamt Vorbau entfernt und ein spitzbogiger Durchgang angelegt. |           |
| Breite Straße 63                                                            | Breite Straße 960 JohQ.     |                                                     | 1893     | Das Haus an der Ecke zum Schrangen wurde abgebrochen zugunsten eines Neubaus, der in veränderter Form bis heute existiert. |           |
| Breite Straße 67, Der Große Lobben                                          | Breite Straße 958 JohQ.     | 1557                                                | 1889     | Der sogenannte Große Lobben war von 1557 bis 1802 der Schütting der Bergenfahrer. |           |
| Breite Straße 85–87                                                         |                             | 1888                                                | 1942     | 1888 von der Firma Karstadt als erstes Kaufhaus Lübecks errichtet und bis zum Umzug in den Neubau 1906 genutzt. Von 1906 bis 1921 Sitz des Kinos Metropol, danach befand sich hier u. a. das Büro der Architekten „Hahn & Runge“, nach dem Krieg in den ersten beiden Etagen die DANAT, dann die Dresdner Bank. Bis 1914 befand sich im zweiten Stock das Atelier von Lorenz Christensen, danach das Atelier „Thora Thomsen“. Die Firma behielt nach Thoras Heirat 1919 und Tod 1939 ihren Namen. In der III. Etage residierte Harry Maasz „Atelier für Gartengestaltung“. |           |
| Breite Straße 89, Haus Niedegger                                            | Breite Straße 947 JohQ.     | kurz vor 1806                                       | 1942     | Stammhaus der Firma Niederegger; errichtet anstelle eines älteren Giebelhauses |           |
| Breite Straße 91                                                            | Breite Straße 946 JohQ.     |                                                     | 1942     | Das sich rechts anschließende Renaissance-Giebelhaus Nr. 93 (siehe unten) wurde 1942 gleichfalls vernichtet. |           |
| Breite Straße 93, Zum König von England                                     | Breite Straße 945 JohQ.     | frühes 17. Jahrhundert                              | 1942     | |           |
| Breite Straße 95                                                            | Breite Straße 945/944 JohQ. | um 1800                                             | um 1890  | Tee-, Gewürz- und Hopfenhandlung A. Behn & Sohn |           |
| Breite Straße 97                                                            | Breite Straße 944 JohQ.     | 2. H. 18. Jh.                                       | 1942     | Eines der wenigen Rokoko-Palais der Stadt. Von 1814 bis 1818 Sitz der Ratskanzlei. |           |
| Breite Straße 103, Everssches Haus                                          | Breite Straße 940 JohQ.     | um 1580                                             | um 1889  | Heute nicht mehr vergebene Hausnummer an der Ecke Breite Straße und Wahmstraße; die früher sehr schmale Wahmstraße wurde im Zuge des Wiederaufbaus nach 1945 erheblich verbreitert. |           |
| Breite Straße 103                                                           |                             | um 1889                                             | 1942     | Heute nicht mehr vergebene Hausnummer an der Ecke Breite Straße und Wahmstraße; die früher sehr schmale Wahmstraße wurde im Zuge des Wiederaufbaus nach 1945 erheblich verbreitert. |           |
| Breite Straße, direkt vor der Einmündung in den Kohlmarkt, Grubesche Planke |                             | 1830                                                | 1899     | Die Grubesche Planke war eines der kuriosesten Bauwerke des alten Lübeck: Der Eisenwarenhändler Johann Friedrich Benedikt Grube hatte 1824 das Haus Kohlmarkt 269 MQ. (ab 1884: Markt 2) erworben, das sich ganz am Ende der Breiten Straße befand und daher nach drei Seiten (Breite Straße, Kohlmarkt und Markt) freistand. Zu dem Haus gehörte eine an der Breiten Straße angebaute Bude und eine Kellerwohnung, deren Zugangstreppe ebenfalls in der Breiten Straße lag. 1830 ließ Grube das Haus abreißen und ein neues errichten, nunmehr ohne Bude und Kellerzugang. Den Platz, den beide bis dahin eingenommen hatten, wollte er nachdrücklich als sein Eigentum kenntlich machen und ließ daher eine massive Wand aus Holzplanken errichten, die die Breite Straße empfindlich verengte. Erst Mitte September 1899 konnte sie – nach langen Verhandlungen – beseitigt werden. Grubes Haus selbst wurde beim Bombenangriff von 1942 vernichtet; wegen der Verbreiterung des Kohlmarkts existiert auch kein entsprechendes Grundstück mehr. |           |

## Burgtorbrücke
| Adresse und/oder Bezeichnung         | Adresse vor 1884           | Erbaut                                   | Zerstört | Besonderheiten und Anmerkungen | Abbildung |
| ------------------------------------ | -------------------------- | ---------------------------------------- | -------- | --- | --------- |
| Burgtorwache                         |                            | 1767                                     | 1878     | |           |
| Leichenhaus des Marstallgefängnisses |                            | 1882                                     | 1928     | Die Leichenhalle des Marstallgefängnisses befand sich auf der Feldseite des Burgtors und wurde abgebrochen, um einen weiteren Fußgängerdurchgang zu schaffen. |           |
|                                      | Große Burgstraße 595 JacQ. | 1806                                     | 1890     | Das kleine Gebäude auf der Feldseite des Burgtors war 1806 als Lusthaus an der Straßenseite des Brauergartens, der den Vorstehern der Brauerwasserkunst vor dem Burgtor zur Verfügung stand, errichtet worden. Später beherbergte es eine Gartenwirtschaft, die 1880 noch existierte. Das kurze Straßenstück vor dem Burgtor wurde zu jener Zeit noch zur Großen Burgstraße gezählt. |           |
| Große Burgstraße 1a und 3            |                            | 1a: 1899/1900; 3: zwischen 1882 und 1899 | 1908     | An die Stelle des alten Brauergartenhauses trat zunächst das unmittelbar an die Stadtmauer gesetzte Wohnhaus Große Burgstraße 3. Die auffallende feldseitige fensterlose Brandmauer ist noch auf Fotos zu erkennen, auf denen die Brückenbauwerke über den Elbe-Lübeck-Kanal schon existieren, also muss sich das Gebäude bis 1899 in diesem Zustand befunden haben. Aus Anlass der Kanaleröffnung 1900 herausgegebene Postkarten hingegen zeigen bereits das angebaute Haus 1a, das somit 1899/1900 entstanden sein muss (die Hausnummer 1 ohne jeden Zusatz existierte seltsamerweise nicht). Die massiven Wohnhäuser unmittelbar vor dem historischen Stadttor galten als Schandfleck; 1906 wurden sie vom Lübecker Staat erworben und 1908 abgebrochen. Das kurze Straßenstück vor dem Burgtor wurde zu jener Zeit noch zur Großen Burgstraße gezählt. |           |

## Clemensstraße
| Adresse und/oder Bezeichnung          | Adresse vor 1884       | Erbaut          | Zerstört | Besonderheiten und Anmerkungen | Abbildung |
| ------------------------------------- | ---------------------- | --------------- | -------- | ------------------------------ | --------- |
| Clemensstraße 2–4, Kirche St. Clemens | Clemenstwiete 292 MMQ. | 13. Jahrhundert | 1899     |                                |           |

## Dankwartsgrube
| Adresse und/oder Bezeichnung           | Adresse vor 1884           | Erbaut                    | Zerstört | Besonderheiten und Anmerkungen                                                                | Abbildung |
| -------------------------------------- | -------------------------- | ------------------------- | -------- | --------------------------------------------------------------------------------------------- | --------- |
| Dankwartsgrube 6–18                    |                            | verschiedene Jahrhunderte | 1942     | Das Haus Nr. 18 befindet sich auf dem Bild links vorn.                                        |           |
| Dankwartsgrube 14                      | Dankwartsgrube 635 MQ.     | zwischen 1700 und 1730    | 1942     |                                                                                               |           |
| Dankwartsgrube 36/38                   | Dankwartsgrube 622/621 MQ. |                           | 1929     | Das Haus Nr. 36 befindet sich auf dem Bild rechts.                                            |           |
| Dankwartsgrube 37                      | Dankwartsgrube 661 MQ.     |                           |          |                                                                                               |           |
| Dankwartsgrube 45                      | Dankwartsgrube 690–691 MQ. |                           | 1905     |                                                                                               |           |
| Dankwartsgrube 55/57/59/61/63/65/67/69 | Dankwartsgrube 696–703 MQ. | mehrere Jahrhunderte      | 1935     | Die Häuser und zugehörigen Gänge wurden bei der Sanierung des Gängeviertels 1935 abgebrochen. |           |

## Domkirchhof
| Adresse und/oder Bezeichnung | Adresse vor 1884                                                 | Erbaut                                    | Zerstört                 | Besonderheiten und Anmerkungen | Abbildung |
| ---------------------------- | ---------------------------------------------------------------- | ----------------------------------------- | ------------------------ | --- | --------- |
| Paradies                     | Ohne Adresse, da Teil des Lübecker Doms                          | um 1250                                   | 1946                     | Die in romanisch-gotischem Übergangsstil errichtete Vorhalle des Lübecker Doms überstand den Bombenangriff von 1942, wurde aber im Februar 1946 vom einstürzenden Giebel des ausgebrannten Querhauses zertrümmert. 1975–1982 entstand eine Rekonstruktion des Paradieses. |           |
|                              | Domkirchhof 851, 850 und 849 MQ. (im Bild von links nach rechts) |                                           | 1857                     | Das Häuser vor der Westfassade des Doms, dem Mühlendamm zugewandt, dienten Bediensteten des Doms als Wohnungen. Das Kirchdienerhaus (Nr. 852), das als vorderstes Gebäude der Reihe am dichtesten zum Mühlendamm lag, war bereits 1844 abgerissen worden. Nach dem Abbruch wurden auf dem Grundstück keine neuen Bauten errichtet, so dass auch keine heutigen Hausnummern zugeordnet werden können. |           |
| Kirchdienerhaus              | Domkirchhof 852 MQ.                                              |                                           | 1846                     | Das Wohnhaus des Domkirchdieners befand sich vor der Westfassade des Doms, dem Mühlendamm zugewandt. Carl Julius Milde bildete es in seinem Lübecker ABC ab, doch nur als Staffage für die Darstellung der städtischen Nachtwächter. Nach dem Abbruch wurde auf dem Grundstück kein neuer Bau errichtet, so dass auch keine heutige Hausnummer zugeordnet werden kann.                               |           |
| Domkirchhof 2–6, Bischofshof | Domkirchhof 856 MQ.                                              | 14. und 15. Jahrhundert                   | 1819 (letzte Reste 1887) | |           |
| Domkirchhof 7, Waisenhaus    | Domkirchhof 854 MQ.                                              | 1574 erbaut, 1806 klassizistisch umgebaut | 1942                     | |           |

## Dr.-Julius-Leber-Straße(ehem. Johannisstraße)
| Adresse und/oder Bezeichnung                                               | Adresse vor 1884              | Erbaut          | Zerstört | Besonderheiten und Anmerkungen | Abbildung |
| -------------------------------------------------------------------------- | ----------------------------- | --------------- | -------- | --- | --------- |
| Johannisstraße 5                                                           | Johannisstraße 1 JakQ.        |                 | 1929     | |           |
| Johannisstraße 5                                                           |                               | 1930            | 1942     | Architekt: Wilhelm Schürer (1886–1975) |           |
| Johannisstraße 7                                                           | Johannisstraße 2 JakQ.        | 16. Jahrhundert | 1942     | |           |
| Johannisstraße 8                                                           | Johannisstraße 4 JohQ.        | 13. Jahrhundert | 1837     | Giebelhaus in romanisch-gotischem Übergangsstil |           |
| Johannisstraße 9                                                           | Johannisstraße 3 JakQ.        |                 | 1942     | |           |
| Johannisstraße 16 (auf dem Foto rechts) und 18                             | Johannisstraße 8a und 8 JohQ. | Um 1250         | 1929     | Ursprünglich handelte es sich um ein einziges Gebäude in Gestalt eines Traufenhauses, das Mitte des 13. Jahrhunderts errichtet wurde, worauf der auf diese Zeit datierte gemeinsame frühgotische Keller schließen ließ. Erst 1859 wurde das Haus in zwei Hälften geteilt, die jeweils eine eigene neoklassizistische Fassade erhielten. 1927 erwarb Karstadt beide Gebäude und ließ sie 1929 abbrechen. |           |
| Johannisstraße 20                                                          | Johannisstraße 9 JohQ.        |                 | 1903     | Nöltingsches Haus; 1829 erworben durch Konsul Christian Adolf Nölting; das Innere des Hauses wurde unter Wahrung der gotischen Fassade 1835 von Carl Julius Milde modernisiert; ein Zimmer kam 1903 als Milde-Zimmer in das Hamburger Museum für Kunst und Gewerbe. |           |
| Johannisstraße 20                                                          |                               | 1904            | 1929     | Abgerissen für eine Erweiterung des Karstadt-Kaufhauses, die jedoch nicht umgesetzt wurde. Das Grundstück blieb als Freifläche einer stattdessen angelegten Tankstelle bis 1950 unbebaut. |           |
| Johannisstraße 50–52, Vereinshaus / Gewerkschaftshaus                      | Johannisstraße 23–24 JohQ.    |                 | 1938     | Das Vereinshaus der Lübecker Arbeiterbewegung war der Vorgänger des 1928–1930 auf dem Nachbargrundstück Nr. 48 errichteten backsteinexpressionistischen Gewerkschaftshauses. Es war 1896 (Nr. 50) bzw. 1899 (Nr. 52) von der Lübecker Genossenschaftsbäckerei angekauft und seinem neuen Verwendungszweck entsprechend umgebaut worden; unter anderem verfügte es über einen 1899/1900 hinzugefügten neobarocken Saalbau mit Bühe und Galerie für 2000 Personen. Es wurde am 13. April 1938 durch einen Brand vernichtet. Auf dem Grundstück entstand 1942 ein Hochbunker, der bis heute existiert. |           |
| Johannisstraße 73; St.-Johannis-Kloster, Torhaus und Konventualinnenhäuser |                               | 1805–1808       | 1902     | Der 1805–1808 erbaute Komplex am Ende der damaligen Johannisstraße wurde abgerissen, als die Straße durch das Klostergelände hindurch zum Elbe-Lübeck-Kanal verlängert wurde. |           |

## Effengrube
| Adresse und/oder Bezeichnung | Adresse vor 1884  | Erbaut | Zerstört | Besonderheiten und Anmerkungen | Abbildung |
| ---------------------------- | ----------------- | ------ | -------- | --- | --------- |
| Effengrube 11 und 13         | 807 und 809 MarQ. | Gotik  | 1904     | Das Haus Nr. 11 befindet sich auf dem Bild links. Das Haus Nr. 13, das sich an der Ecke zur Obertrave befand, trug parallel auch die Hausnummer An der Obertrave 58. Die gotischen Giebelhäuser wurden abgebrochen, um dem Neubau eines mehrstöckigen Wohnhauses Platz zu machen, das sich heute noch dort befindet. Da die Südseite der Effengrube nach den Kriegszerstörungen neu parzelliert wurde, trägt das Gebäude heute die Nummer 7. |           |

## Engelsgrube
| Adresse und/oder Bezeichnung | Adresse vor 1884 | Erbaut | Zerstört | Besonderheiten und Anmerkungen | Abbildung |
| ---------------------------- | ---------------- | ------ | -------- | --- | --------- |
| Engelsgrube 1–17             | 529 MarQ.        | Gotik  | 1908     | Das Vorderhaus des von der Schiffergesellschaft für Schifferwitwen und -waisen unterhaltenen Schifferhofs wurde 1908 für einen bis heute erhaltenen Neubau, entworfen von Willy Glogner und Paul Vermehren, abgebrochen. |           |

## Engelswisch
| Adresse und/oder Bezeichnung | Adresse vor 1884 | Erbaut                      | Zerstört | Besonderheiten und Anmerkungen | Abbildung |
| ---------------------------- | ---------------- | --------------------------- | -------- | --- | --------- |
| Engelswisch 43/45            | 569/568 MMQ.     | 16. Jahrhundert oder früher | 1904     | Die Besonderheit dieses altertümlichen Hauses war, wie die Vaterstädtischen Blätter im März 1904 explizit hervorhoben, dass es über zwei Eingänge verfügte. |           |

## Enger Krambuden
| Adresse und/oder Bezeichnung | Adresse vor 1884        | Erbaut                 | Zerstört | Besonderheiten und Anmerkungen | Abbildung |
| ---------------------------- | ----------------------- | ---------------------- | -------- | ------------------------------ | --------- |
| Enger Krambuden 1            | Enger Krambuden 255 MQ. | spätes 15. Jahrhundert | 1942     |                                |           |
| Enger Krambuden 3            |                         |                        | 1942     | Café-Restaurant Rathaushalle   |           |

## Fischergrube
| Adresse und/oder Bezeichnung | Adresse vor 1884          | Erbaut                              | Zerstört | Besonderheiten und Anmerkungen | Abbildung |
| ---------------------------- | ------------------------- | ----------------------------------- | -------- | --- | --------- |
| Fischergrube 19              | Fischergrube 335 MMQ.     | 18. Jahrhundert (1747 im Giebel)    | 1938     | Glaserei Starcky, abgerissen für einen Erweiterungsbau des Stadttheaters |           |
| Fischergrube 62              | Fischergrube 409 MMQ.     | um 1750 (Fassade)                   | 1942     | |           |
| Fischergrube 68–70           | Fischergrube 412–413 MMQ. | 1869 (Nr. 68); Renaissance Nr. 70   | 1942     | Das Haus Nr. 68 (auf dem Foto rechts) wurde 1869 als Speicher von der Weinhandlung Lorenz Harms & Söhne anstelle eines älteren Gebäudes neu errichtet; 1872 kaufte die Firma das Nachbarhaus Nr. 70 (links) hinzu. |           |
| Fischergrube 76              | Fischergrube 457 MMQ.     | Gotik, Giebel im Barock umgestaltet | 1942     | |           |
| Fischergrube 88              | Fischergrube 463 MMQ.     | spätes 16. Jahrhundert              | 1942     | |           |

## Fischstraße
| Adresse und/oder Bezeichnung | Adresse vor 1884      | Erbaut                            | Zerstört         | Besonderheiten und Anmerkungen | Abbildung |
| --- | --------------------- | --------------------------------- | ---------------- | --- | --------- |
| Fischstraße 1/Schüsselbuden 16 |                       | Bürgerhaus auf Keller des 13. Jh. | 1942/Keller 1969 | Bis 1838 Standort des Fredenhagenzimmers. Seit 1899 Restaurant Fredenhagen-Keller |           |
| Fischstraße 2–6/Schüsselbuden 14                                                                                                  |                       | 1887                              | 1942             | Auf dem Bild das Gebäude mit Turm, vom Marienkirchhof aus gesehen. |           |
| Fischstraße 5–9 |                       | 1964                              | 2016             | Das als Teil der Nachkriegsbebauung entstandene Gebäude, das sich nicht an den historischen Parzellen orientierte, wurde von der Evangelischen Kirche errichtet und genutzt. Im November 2016 wurde es abgebrochen, um Platz für die Neubebauung des Gründerviertels zu schaffen. |           |
| Fischstraße 7–9 | Fischstraße 97–98 MQ. | Zwischen 1772 und 1782            | 1942             | |           |
| Fischstraße 8–10 (8–28 heutiger Zählung), Hanse-Schule – Berufliche Schule für Wirtschaft und Verwaltung                          |                       | 1954/1957                         | 2013             | Die Berufsschule wurde in zwei Bauabschnitten auf einem von Kriegsruinen geräumten Gelände errichtet, das einen Großteil der von Fischstraße, Gerader Querstraße und Alfstraße begrenzten Fläche einnahm. Im März und April 2013 erfolgte der Abriss des Schulkomplexes zur Vorbereitung der Neugestaltung des Gründerviertels. |           |
| Fischstraße 11 | Fischstraße 99 MQ.    | 18. Jahrhundert                   | 1942             | Das Gebäude hinter der Barockfassade war älteren Ursprungs. |           |
| Fischstraße 11–15 (11–27 heutiger Zählung), Dorothea-Schlözer-Schule – Berufliche Schule, Gesundheit, Textil und Sozialwirtschaft |                       | 1961                              | 2010             | Die ursprünglich als Frauenfachschule errichtete Berufsschule entstand auf einem von Kriegsruinen geräumten Gelände, das einen Großteil der von Fischstraße, Einhäuschen Querstraße und Braunstraße begrenzten Fläche einnahm. Von Anfang März bis Ende April 2010 erfolgte der Abriss des Schulkomplexes zur Vorbereitung der Neugestaltung des Gründerviertels. |           |
| Fischstraße 15 | Fischstraße 101 MQ.   | 16. Jahrhundert                   | 1942             | |           |
| Fischstraße 17 | Fischstraße 102 MQ.   | Zwischen 1840 und 1860 (Fassade)  | 1942             | Im Rahmen der Neugestaltung des Lübecker Gründungsviertels entstand auf dem Grundstück ein 2019 fertiggestellter Neubau, dessen neoklassizistische Fassade eine Rekonstruktion des 1942 vernichteten Originals ist. |           |
| Fischstraße 19 | Fischstraße 103 MQ.   | um 1400                           | 1942             | Durch Bombentreffer weitgehend zerstört. Die erhaltene Fassade wurde 1955 in die Mengstraße 6 versetzt, um dort vor einem Neubau die durch Abbruch einer noch stehenden Barockfassade gewonnenen Baulücke neben dem Buddenbrookhaus zu füllen. Fischstraße 19 war Lübecks beispielhafteste Fassade der Hochgotik um 1310. Sie besaß sieben Hochblenden über Unterboden und Dachbodenebenen, in denen Blend- und Doppelluken angeordnet waren. Das Mauerwerk war in wechselnden Schichten mit Glasurziegeln ausgeführt, was auf die Ratsnähe des Bauherren verweist. Der Staffelabschluss mit seinem Spitzbogenfries war direkt vom Kirchenbau übernommen (vgl. Querschiff der Katharinenkirche). Die ursprünglichen Doppelluken wurden im 19. Jh. durch Fenster ersetzt. Trotz der repräsentativen Anmutung diente das Haus wahrscheinlich als Getreidespeicher, die Doppelluken zur Lüftung und Belichtung der Lagerböden. |           |
| Fischstraße 25, Geibelhaus | Fischstraße 106 MQ.   | 1613                              | 1942             | Das Geburtshaus Emanuel Geibels |           |
| Fischstraße 27 | Fischstraße 107 MQ.   | um 1600                           | 1942             | |           |
| Fischstraße 32 | Fischstraße 80 MQ.    | um 1560                           | 1942             | |           |
| Fischstraße 33 | Fischstraße 111 MQ.   | 14./15. Jahrhundert               | 1942             | |           |
| Fischstraße 34 | Fischstraße 79 MQ.    | um 1550                           | 1942             | Im Juli 1912 beschloss der Bürgerausschuss, dass der Senat auf Anregung der Baudeputation und des Konservators der Lübeckischen Bau- und Kulturdenkmäler aus öffentlichen Mitteln für die Wiederherstellung des dem Verfall preisgegebenen Giebels Geld bereitzustellen hat. Der Eigentümer Behrmann war bereit, dafür den Giebel weder dem Verfall preiszugeben, zu vernichten noch zu übertünchen. Es war ein kunsthistorisch wertvoller Giebel, der für den Ruf Lübecks als nordisches Nürnberg von Bedeutung war. In der abgebildeten Gestalt wurde er zwischen 1586 und 1612 von Johann Glandorp bewohnt. Die reiche architektonische Gliederung, zahlreiche Steinskulpturen und Verwendung von fast durchgängigen Glasursteinen ließen erkennen, dass der Erbauer einst reiche Mittel für die Schaffung des Giebels verwandte. Über der Haustür befand sich eine in Stein ausgehauene bildliche Darstellung der Hausmarke sowie die Inschrift: “Mortalium negotia. Fortuna versat.” Nur das Renaissanceportal überstand den Bombenangriff und wurde in das neue Schabbelhaus in der Mengstraße 50 integriert. |           |
| Fischstraße 36 | Fischstraße 78 MQ.    | Giebel Renaissance; Kernbau älter | 1942             | |           |

## Fleischhauerstraße
| Adresse und/oder Bezeichnung                            | Adresse vor 1884                    | Erbaut                  | Zerstört | Besonderheiten und Anmerkungen | Abbildung |
| ------------------------------------------------------- | ----------------------------------- | ----------------------- | -------- | --- | --------- |
| Fleischhauerstraße 13                                   | Fleischhauerstraße 102 JohQ.        |                         | 1974     | Über viele Jahre Sitz des Cafés Wintergarten; das Haus hatte den Zweiten Weltkrieg überstanden, wurde aber trotz Denkmalschutzes 1974 abgebrochen, damit das Kaufhausunternehmen Karstadt einen Neubau für den eigenen Bedarf errichten konnte.                                                                         |           |
| Fleischhauerstraße 14                                   | Fleischhauerstraße 115 JohQ.        | 1591                    | 1885     | Das Renaissancegebäude brannte am 31. Juli 1885 ab. Das Portal blieb erhalten und wurde in den bis heute bestehenden Nachfolgebau integriert. |           |
| Fleischhauerstraße 19                                   |                                     | 1920                    | 1942     | Erweiterungsbau zum Gebäude des Vorschuß- und Sparvereins zu Lübeck |           |
| Fleischhauerstraße 19                                   |                                     | 1890                    | 1942     | Betriebshaus des Vorschuß- und Sparvereins zu Lübeck |           |
| Fleischhauerstraße 90                                   | Fleischhauerstraße 219 JohQ.        | 16. Jahrhundert         | 1899     | |           |
| Entspricht etwa der heutigen Fleischhauerstraße 116/118 | An der Mauer 344 JacQ., Küterhäuser | Erstbau spätestens 1262 | 1876     | Die seit dem Mittelalter bestehenden Schlachthäuser waren als ufernahe Pfahlbauten über der bis zum Bau des Elbe-Lübeck-Kanals noch erheblich breiteren Wakenitz errichtet. Ihr Standort ist durch Aufschüttungen heute nicht mehr erkennbar, entsprach aber etwa den heutigen Grundstücken Fleischhauerstraße 116/118. |           |

## Fünfhausen
| Adresse und/oder Bezeichnung             | Adresse vor 1884   | Erbaut          | Zerstört | Besonderheiten und Anmerkungen                                                    | Abbildung |
| ---------------------------------------- | ------------------ | --------------- | -------- | --------------------------------------------------------------------------------- | --------- |
| Fünfhausen 1                             | Fünfhausen 27 MMQ. | um 1800         | 1942     |                                                                                   |           |
| Fünfhausen 8                             | Fünfhausen 30 MMQ. | Renaissance     | 1942     |                                                                                   |           |
| Fünfhausen 17–19, Konzerthaus Fünfhausen |                    |                 | 1942     | 1921/22 Sitz der U.T.-Lichtspiele                                                 |           |
| Fünfhausen 23–25                         | Fünfhausen 15 MMQ. | 16. Jahrhundert | 1942     |                                                                                   |           |
| Fünfhausen 27                            | Fünfhausen 14 MMQ. | Im Kern gotisch | 1905     | Abgebrochen für den Neubau von Schmidt-Römhilds Verlagsgebäuden im folgenden Jahr |           |

## Glockengießerstraße
| Adresse und/oder Bezeichnung        | Adresse vor 1884              | Erbaut                      | Zerstört | Besonderheiten und Anmerkungen | Abbildung |
| ----------------------------------- | ----------------------------- | --------------------------- | -------- | --- | --------- |
| Glockengießerstraße 58, Storms Gang | Glockengießerstraße 223 JacQ. | 1633 (erstmalige Erwähnung) | 1972     | Das Vorderhaus war Nr. 60; den Namen erhielt der Gang 1803 vom neuen Besitzer des Vorderhauses, J. D. Storm. Zuvor lautete seine Bezeichnung Pfundwurstgang nach dem Krugnamen des Vorderhauses, Zum Pfundwurst |           |

## Große Burgstraße
| Adresse und/oder Bezeichnung     | Adresse vor 1884               | Erbaut                                   | Zerstört | Besonderheiten und Anmerkungen | Abbildung |
| -------------------------------- | ------------------------------ | ---------------------------------------- | -------- | --- | --------- |
| Große Burgstraße 1               | Große Burgstraße 595 JacQ.     | 1806                                     | 1890     | Das kleine Gebäude auf der Feldseite des Burgtors war 1806 als Lusthaus an der Straßenseite des Brauergartens, der den Vorstehern der Brauerwasserkunst vor dem Burgtor zur Verfügung stand, errichtet worden. Später beherbergte es eine Gartenwirtschaft. Das kurze Straßenstück vor dem Burgtor, heute zur Burgtorbrücke gehörig, wurde zu jener Zeit noch zur Großen Burgstraße gezählt. |           |
| Große Burgstraße 1a und 3        |                                | 1a: 1899/1900; 3: zwischen 1882 und 1899 | 1908     | An die Stelle des alten Brauergartenhauses trat zunächst das unmittelbar an die Stadtmauer gesetzte Wohnhaus Große Burgstraße 3. Die auffallende feldseitige fensterlose Brandmauer ist noch auf Fotos zu erkennen, auf denen die Brückenbauwerke über den Elbe-Lübeck-Kanal schon existieren, also muss sich das Gebäude bis 1899 in diesem Zustand befunden haben. Aus Anlass der Kanaleröffnung 1900 herausgegebene Postkarten hingegen zeigen bereits das angebaute Haus 1a, das somit 1899/1900 entstanden sein muss (die Hausnummer 1 ohne jeden Zusatz existierte seltsamerweise nicht). Die massiven Wohnhäuser unmittelbar vor dem historischen Stadttor galten als Schandfleck. Namentlich Eduard Kulenkamp als ersten Vorsitzenden des Vereins von Kunstfreunden fällt das Verdienst zu, dass die das Burgtor entstellenden Anbauten 1906 vom Lübecker Staat erworben und 1908 abgebrochen wurden. Das kurze Straßenstück vor dem Burgtor wurde zu jener Zeit noch zur Großen Burgstraße gezählt. |           |
| Große Burgstraße 4               | Große Burgstraße 592 JacQ.     | 15. Jahrhundert                          | 1894     | Das doppelgieblige Gebäude war das Vorderhaus der Marstallschmiede und wurde, nach einer letzten Renovierung 1882, für den Bau des Gerichtsgebäudes abgebrochen. |           |
| Große Burgstraße 6–12            | Große Burgstraße 731 b–e JacQ. | 13. Jahrhundert                          | 1894     | Das an der Burgstraße stehende Brauhaus des Burgklosters wurde 1894 für den Neubau des Gerichtsgebäudes abgerissen; die eigentlichen Brauereigebäude waren bereits 1805 abgebrochen worden, das zur Straße gerichtete Vorderhaus folgte als letztes Überbleibsel 1894. |           |
| Große Burgstraße 14, Burgkloster |                                | 1276                                     | 1818     | Die St.-Maria-Magdalena-Kirche war eine dreischiffige Backsteinbasilika, die zum aufgehobenen Dominikanerkloster gehörte. Die Ostwand des Chors bildete den Abschluss zur Großen Burgstraße. Der Abbruch erfolgte nach dem Einsturz eines Pfeilers wegen Baufälligkeit. Das Grundstück an der Ecke Hinter der Burg wurde später mit dem heute noch vorhandenen neugotischen Schulgebäude und dem Hofraum zum Gerichtsgebäude überplant. |           |
| Große Burgstraße 27              | Große Burgstraße 612 JacQ.     |                                          | 1925     | Das Giebelhaus wurde für die Errichtung eines backsteinexpressionistischen Neubaus abgebrochen, der bis heute existiert. |           |
| Große Burgstraße 36              | Große Burgstraße 721 JacQ.     | vor 1700                                 | 1910     | Das dem Abbruch verfallene Haus trug bis 1704 die Bezeichnung Die Krone |           |
| Große Burgstraße 45              | Große Burgstraße 622 JacQ.     |                                          | 1904     | Das Haus war unter dem alten Häusernamen Das blaue Beil bekannt. |           |

## Großer Bauhof
| Adresse und/oder Bezeichnung                              | Adresse vor 1884                                                  | Erbaut          | Zerstört | Besonderheiten und Anmerkungen | Abbildung                |
| --------------------------------------------------------- | ----------------------------------------------------------------- | --------------- | -------- | --- | ------------------------ |
| Großer Bauhof o. Nr. St. Johann auf dem Sande             |                                                                   | 1165            | 1652     | Die erste Kirche auf der Lübecker Altstadtinsel. Nach teilweisem Einsturz 1648 im Jahr 1652 abgebrochen. Darstellung (grau eingefärbt) in Elias Diebels Lübeck-Panoramabild von 1552. | St. Johann auf dem Sande |
| Großer Bauhof 6–9 (auf dem Foto von rechts gezählt)       | Großer Bauhof 819–822 MarQ. (auf dem Foto von links gezählt)      |                 | 1942     | |                          |
| Großer Bauhof 10 und 11 (auf dem Foto von rechts gezählt) | Großer Bauhof 838 und 839 MarQ. (auf dem Foto von rechts gezählt) |                 | 1942     | |                          |
| Großer Bauhof 12–13                                       | Großer Bauhof 840 MarQ.                                           | 16. Jahrhundert | 1942     | Das Fachwerkhaus direkt gegenüber vom Dom wurde während des Bombenangriffes durch die herabstürzenden brennenden Turmhelme der Kirche vernichtet.                                     |                          |

## Große Gröpelgrube
| Adresse und/oder Bezeichnung | Adresse vor 1884            | Erbaut          | Zerstört | Besonderheiten und Anmerkungen                                              | Abbildung |
| ---------------------------- | --------------------------- | --------------- | -------- | --------------------------------------------------------------------------- | --------- |
| Große Gröpelgrube 25         | Große Gröpelgrube 468 JacQ. | 16. Jahrhundert | 1903     | Seit alters her ein Backhaus; im 19. Jahrhundert Sitz der Bäckerei Kliefoth |           |

## Große Petersgrube
| Adresse und/oder Bezeichnung | Adresse vor 1884              | Erbaut | Zerstört | Besonderheiten und Anmerkungen | Abbildung |
| ---------------------------- | ----------------------------- | ------ | -------- | --- | --------- |
| Große Petersgrube 1–3        | Große Petersgrube 418–419 MQ. |        | 1942     | An der Stelle des im Krieg vernichteten historischen Traufenhauses und der angrenzenden Giebelhäuser der Schmiedestraße befindet sich heute das 1964 errichtete Parkhaus Schmiedestraße. |           |

## Hartengrube
| Adresse und/oder Bezeichnung | Adresse vor 1884    | Erbaut                                  | Zerstört | Besonderheiten und Anmerkungen | Abbildung |
| ---------------------------- | ------------------- | --------------------------------------- | -------- | --- | --------- |
| Hartengrube 2–4              | Hartengrube 741 MQ. | 14. Jahrhundert; 1829 und 1879 umgebaut | 1942     | Ehemalige Domherrenkurie, nach der Reformation 1530 durch den Rat vom Domkapitel erworben und als Wohnsitz des Dompredigers genutzt. |           |

## Holstenstraße
| Adresse und/oder Bezeichnung                  | Adresse vor 1884          | Erbaut          | Zerstört | Besonderheiten und Anmerkungen | Abbildung |
| --------------------------------------------- | ------------------------- | --------------- | -------- | --- | --------- |
| Holstenstraße 1                               | Holstenstraße 297 MQ.     | 16. Jahrhundert | 1883     | Das heutige Grundstück Holstenstraße 1 befindet sich nicht präzise an der gleichen Stelle, da die Einmündung der Schmiedestraße in die Holstenstraße nach dem Zweiten Weltkrieg geringfügig verlagert wurde. |           |
| Holstenstraße 1                               |                           | 1884            | 1942     | Das heutige Grundstück Holstenstraße 1 befindet sich nicht präzise an der gleichen Stelle, da die Einmündung der Schmiedestraße in die Holstenstraße nach dem Zweiten Weltkrieg geringfügig verlagert wurde. |           |
| Holstenstraße 2                               | Holstenstraße 184 MQ.     | 1874            | 1942     | |           |
| Holstenstraße 11                              |                           | 20. Jahrhundert | 1942     | Tabak, Cigarren, Pfeifen und Kurzwaren |           |
| Holstenstraße 15, Behrens Hôtel               | Holstenstraße 303 MQ.     | 1873            | 1942     | |           |
| Holstenstraße 20                              |                           |                 | 1942     | |           |
| Holstenstraße 19–21                           | Holstenstraße 310–311 MQ. | 1804/1805       | 1905     | Abgerissen für die Verbreiterung der Holstenstraße |           |
| Holstenstraße 23                              | Holstenstraße 312 MQ.     | 18. Jahrhundert | 1877     | Auf dem Foto in Bildmitte, an der Ecke zum Kolk; am linken Bildrand das Haus Holstenstraße 19–21 |           |
| Holstenstraße 25                              | Holstenstraße 321 MQ.     | 1877            | 1906     | Abgerissen für den Bau des Holstenhauses |           |
| Holstenstraße 25–33, Holstenhaus, später Kepa |                           | 1907            | 1965     | Errichtet als fünfgeschossiges Kaufhaus der Leo Leibholz & Co, die auch Eigentümer des Hauses war, vom seinerzeit bekannten Düsseldorfer Kaufhausarchitekten Otto Engler (1861–1940). Ab 1909 wurde es von der Kaufhaus Holstenhaus G.m.b.H. genutzt, 1938 stark umgebaut und später zu einer Kepa-Filiale. 1965 für die Errichtung eines bis heute bestehenden Neubaus abgebrochen. |           |
| Holstenstraße 39                              |                           | 16. Jahrhundert | 1905     | |           |
| Holstenstraße 41 / An der Obertrave 1         | Holstenstraße 330 MQ.     | 16. Jahrhundert | 1905     | Das Haus an der Ecke zur Obertrave flankierte gemeinsam mit dem gegenüberliegenden Gebäude Nr. 42 die Einfahrt zur Holstenstraße. Beide Gebäude wurden für die Verbreiterung der Straße abgebrochen. |           |
| Holstenstraße 42 / An der Untertrave 115      | Holstenstraße 163 MQ.     | 1601            | 1905     | Das Haus an der Ecke zur Untertrave flankierte gemeinsam mit dem gegenüberliegenden Gebäude Nr. 41 die Einfahrt zur Holstenstraße. Beide Gebäude wurden für die Verbreiterung der Straße abgebrochen. |           |

## Holstentorplatz
| Adresse und/oder Bezeichnung              | Adresse vor 1884          | Erbaut          | Zerstört | Besonderheiten und Anmerkungen | Abbildung |
| ----------------------------------------- | ------------------------- | --------------- | -------- | --- | --------- |
| Holstentorplatz 3–7, Parkhotel            |                           | 1961/62         | 1988     | Das im April 1962 eröffnete Parkhotel nahm das Grundstück ein, das heute die Parkanlage vor der Holstentorhalle bildet und verbarg so den Blick auf die Halle. 1977 erwarb der Horten-Konzern Gebäude und Grund, um dort einen schon seit mehreren Jahren geplanten Kaufhausneubau in unmittelbarer Nachbarschaft zum Holstentor zu errichten. Das heftig kritisierte Projekt, für das nach einigen Planvarianten auch die Holstentorhalle hätte weichen müssen, wurde in den 1980er Jahren schließlich wieder aufgegeben. Die Stadt erwarb Bauwerk und Grundstück und ließ das Hotel abbrechen. Die dadurch entstandene wüste Freifläche wurde jedoch erst 2009 gestaltet und der Blick auf die Halle vom Holstentorplatz aus ermöglicht. |           |
| Zollschuppen                              |                           | 1872            | 1910     | Auf dem Gelände, das heute die Grünanlage vor der Holstentorhalle ist, wurde 1872 eine Bahnanlage für den Umschlag, die Zwischenlagerung und die Abfertigung zollpflichtiger Güter errichtet. Die Gleise endeten unmittelbar am heutigen Holstentorplatz. Nach der Verlegung des Bahnhofs im Jahre 1908 gab es für das Gebäude keine Verwendung mehr. |           |
| Alter Hauptbahnhof                        | Am Wall a. MQ.            | 1851            | 1934     | Erster Bahnhof Lübecks, in Betrieb 1853–1908. Aus nicht mehr nachvollziehbaren Gründen wurde der klar außerhalb der Stadt gelegene Bahnhof dennoch zum Marien Quartier der Altstadt gezählt. |           |
| Äußeres Holstentor                        |                           | 1585            | 1853     | Stadttor im Renaissance-Stil, für den Bau der Eisenbahn abgerissen |           |
| Zöllnerhaus, auch Feuerwärterhaus genannt |                           | 17. Jahrhundert | 1831     | Das Zöllnerhaus des Holstentors stand neben der Holstenbrücke am Ufer der Trave und wurde im Mai 1831 abgebrochen. |           |
| Buden am Holstentor                       | Holstenbrücke 346–349 MQ. |                 | 1853     | Eine der Buden, die den Umbauten von 1853/54 weichen mussten, war bis 1831 die Dienstwohnung des Zingelschließers. |           |
| Holstenbrücke                             |                           | 1516            | 1853     | 1854 durch einen Neubau ersetzt, der in stark überformter Gestalt noch heute existiert |           |

## Hundestraße
| Adresse und/oder Bezeichnung | Adresse vor 1884     | Erbaut              | Zerstört | Besonderheiten und Anmerkungen                                                          | Abbildung |
| ---------------------------- | -------------------- | ------------------- | -------- | --------------------------------------------------------------------------------------- | --------- |
| Hundestraße 96               | Hundestraße 58 JacQ. | 15./16. Jahrhundert | 1905     | Ursprünglich mit Nr. 98 Doppelhaus unter gemeinsamem Dach; Nr. 98 existiert noch heute. |           |

## Hüxstraße
| Adresse und/oder Bezeichnung                 | Adresse vor 1884    | Erbaut                      | Zerstört | Besonderheiten und Anmerkungen | Abbildung |
| -------------------------------------------- | ------------------- | --------------------------- | -------- | --- | --------- |
| Hüxstraße 7                                  | Hüxstraße 315 JohQ. | 16. Jahrhundert             | 1861     | |           |
| Hüxstraße 14                                 | Hüxstraße 323 JohQ. |                             | 1942     | Von 1819 bis 1888 Sitz der Großheimschen Realschule, der von 1800 bis 1931 bestehenden ersten Realschule Lübecks |           |
| Hüxstraße 122, Kindts Gang                   | Hüxstraße 376 JohQ. | 1476 (erstmalige Erwähnung) | 1942     | Das Vorderhaus des Gangs war Nr. 120 |           |
| Hüxstraße 123 Amtshaus der Ratzeburger Böter | Hüxstraße 258 JohQ. | 15. oder 16. Jh.            | 1905     | Einst legten diese in der Binnenwakenitz in Höhe der Hüxtertorbrücke an. Deren Pakete wurden ins Böteramtshaus gebracht. Dieses, welches bis 1293 der Stadt gehörte, hieß früher Der gelbe Hirsch und wurde als Dienstwohnung der auf der Hüxtermühle arbeitenden Gesellen genutzt. Zahlreiche in die nach der Vorstadtseite gekehrte Front eingedrungene Kanonenkugeln wiesen darauf hin, dass das Haus bei der Beschießung der Stadt durch die Franzosen (Schlacht bei Lübeck) von Marli aus ein Zielobjekt war. Im Giebel unter den obersten Fenstern zeugten zwei französische Kanonenkugeln von dem 1806er Ereignis. |           |
| Hüxstraße 126                                | Hüxstraße 378 JohQ. | 16. Jahrhundert             | 1900     | |           |

## Hüxterdamm
| Adresse und/oder Bezeichnung | Adresse vor 1884          | Erbaut  | Zerstört | Besonderheiten und Anmerkungen                          | Abbildung |
| ---------------------------- | ------------------------- | ------- | -------- | ------------------------------------------------------- | --------- |
| Hüxterdamm 2, Hüxtermühle    | Mauer beim Hüxterthor 385 | um 1290 | 1874     |                                                         |           |
| Brauerwasserkunst            | Hüxterthorbrücke 381      | 1540    | 1874     | Im Stil der Backsteinrenaissance errichteter Wasserturm |           |
| Bürgerwasserkunst            | Hüxterthorbrücke 380      | 1533    | 1874     | Im Stil der Backsteinrenaissance errichteter Wasserturm |           |
| Absalonsturm                 |                           | um 1450 | 1805     | Turm der Stadtbefestigung                               |           |

## Jakobikirchhof
| Adresse und/oder Bezeichnung | Adresse vor 1884         | Erbaut  | Zerstört | Besonderheiten und Anmerkungen | Abbildung |
| ---------------------------- | ------------------------ | ------- | -------- | --- | --------- |
| Jakobikirchhof 5             | Jakobikirchhof 702 JacQ. | um 1400 | 1907     | Das Wohnhaus der Hauptpastoren der Jakobikirche |           |
|                              | Jakobikirchhof 704 JacQ. |         | 1837     | Das Küsterhaus der Jakobikirche; wegen Baufälligkeit am 8. Juli 1837 auf Abbruch verkauft und bereits eine Woche später niedergelegt. Das Grundstück wurde nicht wieder bebaut, daher gibt es keine Entsprechung im heutigen Hausnummernschema. |           |

## Kapitelstraße
| Adresse und/oder Bezeichnung | Adresse vor 1884                     | Erbaut                                  | Zerstört | Besonderheiten und Anmerkungen | Abbildung |
| ---------------------------- | ------------------------------------ | --------------------------------------- | -------- | --- | --------- |
| Kapitelstraße 8              | Pfaffenstraße bei der Parade 917 MQ. | 17. Jahrhundert, Keller 14. Jahrhundert | 1942     | Bis 1803 Domherrenkurie, im 19. Jahrhundert Gewerbeschule, bis 1903 Unterrichtslokal der Lübeckischen Lehrer-Seminars, dann Malschule Willibald Leo von Lütgendorff-Leinburgs, Keller und Schuppen erhalten |           |

## Kleine Burgstraße
| Adresse und/oder Bezeichnung                                                        | Adresse vor 1884 | Erbaut   | Zerstört         | Besonderheiten und Anmerkungen                                                                            | Abbildung |
| ----------------------------------------------------------------------------------- | ---------------- | -------- | ---------------- | --- | --------- |
| Kleine Burgstraße 24–26, v. Bernstorf'fscher Fideicommiss                           |                  | 1706     | 1901             | Seit 1872 Wohn- und Geschäftshaus von Georg Eduard Tegtmeyer. Für den Bau der Ernestinenschule abgerissen |           |
| Kleine Burgstraße 20, Pockenhof (Lübeck), vormals Hof des Deutschen Ordens (Lübeck) |                  | vor 1268 | 1806 (Haupthaus) | |           |

## Kleiner Bauhof
| Adresse und/oder Bezeichnung       | Adresse vor 1884           | Erbaut                                                                                           | Zerstört | Besonderheiten und Anmerkungen | Abbildung |
| ---------------------------------- | -------------------------- | ------------------------------------------------------------------------------------------------ | -------- | --- | --------- |
| Kleiner Bauhof 2, 3, 4, 5, 6 und 7 |                            | Nr. 2–6: Budenreihenhäuser mit gemeinsamem Dach, mindestens aus dem 16. Jahrhundert; Nr. 7: 1877 | 1942     | Die Nummerierung entspricht nicht mehr der heutigen; bis zur Zerstörung der Bebauung 1942 wurden die Wohnhäuser auf der Südseite des Kleinen Bauhofs durchgängig gezählt. Das Haus vorne links befindet sich an der Ecke zur Effengrube und trägt die Nummer 2. Das sehr schlichte dreigeschossige Doppelhaus (Nr. 8 und 9) ganz hinten existiert noch heute. |           |
| Kleiner Bauhof 11 und 13           | Kleiner Bauhof MQ.         | 1792                                                                                             | 1942     | Auf dem Bild befindet sich Nr. 11 links. Errichtet als Haus des Bauvogts (Nr. 11) bzw. der Werkleute (Nr. 13) des Städtischen Bauhofs. |           |
| Kleiner Bauhof 15                  | Kleiner Bauhof 811-809 MQ. | 1763                                                                                             | 1942     | Errichtet als Haus des Stadtbaumeisters; später u. a. Haupt-Baubureau des Elbe-Trave-Kanals (1897) |           |

## Klingenberg
| Adresse und/oder Bezeichnung          | Adresse vor 1884        | Erbaut | Zerstört | Besonderheiten und Anmerkungen | Abbildung |
| ------------------------------------- | ----------------------- | ------ | -------- | --- | --------- |
| Hotel Stadt Hamburg, Klingenberg 1–1a | Klingenberg 966–967 MQ. | 1840   | 1942     | Die beiden Löwen am Eingangsportal des Luxushotels überstanden den Bombenangriff und stehen seit 1949 vor dem Holstentor.                             |           |
| Klingenberg 2, Knorr's Gasthof        | Klingenberg 965 MQ.     |        | 1942     | |           |
| Klingenberg 3                         | Klingenberg 964 MQ.     |        | 1904     | |           |
| Klingenberg 4                         | Klingenberg 963 MQ.     |        | 1904     | |           |
| Klingenberg 3–4                       |                         | 1904   | 1942     | |           |
| Klingenberg 5                         | Klingenberg 962 MQ.     |        | 1894     | |           |
| Klingenberg 5                         |                         | 1894   | 1942     | Sitz des Bekleidungshauses Louis Levy |           |
| Klingenberg 8–9                       | Klingenberg 935 MQ.     | 1372   | 1888     | |           |
| Klingenberg 8–9                       |                         | 1888   | 1960     | Das Gebäude überstand den Bombenangriff von 1942, wurde jedoch 1960 abgebrochen, um Platz für ein noch heute existierendes Geschäftshaus zu schaffen. |           |
| Siegesbrunnen                         |                         | 1875   | 1935     | Errichtet als Denkmal für den Sieg im Deutsch-Französischen Krieg                                                                                     |           |

## Koberg
| Adresse und/oder Bezeichnung | Adresse vor 1884  | Erbaut                                                                           | Zerstört | Besonderheiten und Anmerkungen | Abbildung |
| ---------------------------- | ----------------- | -------------------------------------------------------------------------------- | -------- | --- | --------- |
| Koberg 1                     | Kuhberg 791 MMQ.  | um 1600                                                                          | 1888     | Das Gebäude wurde zugunsten eines 1888/89 durch den seinerzeitigen Lübecker Stararchitekten Julius Grube für die Familie Eschenburg errichteten Neubaus abgebrochen.                                                          |           |
| Koberg 4                     | Kuhberg 794 MMQ.  | 1694                                                                             | 1867     | Das Gebäude ist nur in einer einzigen Abbildung dokumentiert, die eine Visitenkarte der dort ansässigen Firma schmückte. Ohne diese Illustration wäre keinerlei Information über das Aussehen des Hauses überliefert.         |           |
| Koberg 16                    | Kuhberg 765 JacQ. |                                                                                  | 1897     | |           |
| Koberg 19                    | Kuhberg 762 JacQ. |                                                                                  | 1906     | |           |
| Koberg 19                    |                   | 1906                                                                             | 1942     | |           |
| Burrecht                     |                   | 1696 (Neubau anstelle eines Vorgängergebäudes, das seit mindestens 1552 bestand) | 1840     | Die Gerichtslaube wurde abgebrochen, als ein Besuch des dänischen Königs Christian VIII. im Sommer 1840 anstand und man sich des verfallenen Bauwerks so sehr schämte, dass die Bürgerschaft seinen raschen Abriss beschloss. |           |
| Kobergwache                  |                   | vor 1614                                                                         | 1932     | Abgerissen für den Bau einer ähnlich gestalteten Straßenbahn-Wartehalle |           |

## Kohlmarkt
| Adresse und/oder Bezeichnung | Adresse vor 1884                    | Erbaut                                                             | Zerstört | Besonderheiten und Anmerkungen | Abbildung |
| ---------------------------- | ----------------------------------- | ------------------------------------------------------------------ | -------- | --- | --------- |
| Kohlmarkt 1/Sandstraße 2     | Kohlmarkt 262/Sandstraße 1011 MarQ. | 1867                                                               | 1942     | |           |
| Kohlmarkt 7                  | Kohlmarkt 273 MarQ.                 | Nachweisbar seit dem 13. Jahrhundert; Fassade des 18. Jahrhunderts | 1909     | Abgerissen für die Errichtung des Bankhauses am Kohlmarkt |           |
| Kohlmarkt 9                  | Kohlmarkt 274 MarQ.                 | 1886                                                               | 1909     | Erbaut vom seinerzeitigen Lübecker Stararchitekten Julius Grube; abgerissen für die Errichtung des Bankhauses am Kohlmarkt |           |
| Kohlmarkt 10 / Markt 4       |                                     | 1805/06                                                            | 1942     | Klassizistisches Wohn- und Geschäftshaus, aufgeführt wohl von dem Architekten Joseph Christian Lillie für den Seidenhändler Georg Heinrich Lücke, zuletzt Geschäftshaus der Firma Otto Albers: Manufakturwaren, Aussteuer-Artikel, Betten, Matratzen, Herren-Garderobe, Arbeiter-Ausrüstungen |           |
| Kohlmarkt 12 / Markt 3       | Kohlmarkt 268 MarQ.                 | 15. Jahrhundert                                                    | 1942     | Der zum Kohlmarkt gelegene Giebel stammte aus der Erbauungszeit, während die marktseitige Fassade im 18. Jahrhundert entstand. |           |
| Kohlmarkt 13                 | Kohlmarkt 276                       | um 1580                                                            | 1942     | Proportionen und Formen des Hauses dienten als Vorlage bei der Fassadengestaltung des benachbarten Bankhauses am Kohlmarkt. Die mit Terrakottafriesen von Statius von Düren gegliederte Fassade des durch Bombentreffer weitgehend zerstörten Hauses war erhalten geblieben, wurde jedoch 1959 abgetragen. Das Renaissance-Portal wurde zunächst eingelagert und Teile dann am Haerder-Gebäude Sandstr. 17–23 eingebaut (seinerseits abgebrochen 2009) Es beherbergte u. a. das „Hotel Altdeutscher Hof“. |           |
| Kohlmarkt 14                 |                                     | 1886                                                               | 1942     | Erbaut vom seinerzeitigen Lübecker Stararchitekten Julius Grube; das Eckhaus am Ende des sogenannten Südriegels flankierte zusammen mit dem gegenüberstehenden Postgebäude die Zufahrt zum Markt. |           |
| Kohlmarkt 15                 | Kohlmarkt 277                       | 1843                                                               | 1942     | |           |
| Kohlmarkt 17                 | Kohlmarkt 278                       | 1826                                                               | 1942     | |           |
| Kohlmarkt 19                 | Kohlmarkt 279                       | 14. Jahrhundert                                                    | 1942     | Sitz der Bäckerei Schabbel |           |
| Kohlmarkt 21                 | Kohlmarkt 280                       | 15. Jahrhundert                                                    | 1880     | |           |

## Kolk
| Adresse und/oder Bezeichnung | Adresse vor 1884 | Erbaut | Zerstört | Besonderheiten und Anmerkungen                                                                             | Abbildung |
| ---------------------------- | ---------------- | ------ | -------- | --- | --------- |
| Kolk 18                      |                  |        | 2021     | Das Gebäude wurde im Rahmen der Neuerrichtung des Theaterfigurenmuseums Lübeck im Januar 2021 abgebrochen. |           |

## Königstraße
| Adresse und/oder Bezeichnung                                                                            | Adresse vor 1884                              | Erbaut                                                 | Zerstört          | Besonderheiten und Anmerkungen | Abbildung |
| --- | --------------------------------------------- | ------------------------------------------------------ | ----------------- | --- | --------- |
| Königstraße 1                                                                                           | Königstraße 636–637 JacQ.                     |                                                        | 1880              | Abgebrochen für den Bau des Geschäftshauses Königstraße 1–3 für die Deutsche Lebensversicherungs-Gesellschaft zu Lübeck |           |
| Königstraße 3                                                                                           | Königstraße 638–639 JacQ.                     |                                                        | 1906              | Abgebrochen für den Erweiterungsbau des Geschäftshauses Königstraße 1–3 |           |
| Königstraße 24/Pfaffenstraße 20–22                                                                      | Königstraße 671 JacQ./Pfaffenstraße 672 JacQ. | 2. Hälfte des 17. Jahrhunderts                         | 1910              | Das Giebelhaus Königstraße 24 bildete eine bauliche Einheit unter einem gemeinsamen Dach mit dem rechts anschließenden Reihenhaus Pfaffenstraße 20–22 |           |
| Königstraße 27                                                                                          | Königstraße 651 JacQ.                         | mittelalterlich?                                       | 1873              | Haus des Kustos, Pförtnerhaus des Katharinenklosters/Katharineums |           |
| Königstraße 27                                                                                          | Königstraße 652–653 JacQ.                     | im Kern gotisch, mit neugotischen Fassaden von 1837/38 | 1880              | Flügel des Katharinenklosters, für die Erweiterung des Katharineums abgebrochen |           |
| Königstraße 29                                                                                          | Königstraße 654 JacQ.                         | spätes 18. Jahrhundert                                 | 1886              | Geschäftshaus der Steindruckerei von 1835 bis 15. April 1886. 1824 Wohnhaus des Theaterdirektors Graf Carl Hahn-Neuhaus. Das klassizistische Haus wurde für die Erweiterung des Katharineums abgebrochen. |           |
| Königstraße 31, Adreßhaus                                                                               | Königstraße 655 JacQ.                         | um 1250                                                | 1886              | Geschäftshaus der Lübeckischen Anzeigen von 1807 bis 29. März 1886. Das spätromanische Giebelhaus mit Barock-Fassade wurde für die Erweiterung des Katharineums abgebrochen. |           |
| Königstraße 33, 35, 37 und 39 (auf dem Foto von links nach rechts, mit dem Treppengiebelhaus beginnend) | Königstraße 656, 657, 657a, 658 JacQ.         | Verschiedene Jahrhunderte                              | 1942              | Das Haus Nr. 33 an der Ecke zur Hundestraße war in Erwartung einer geplanten Straßenverbreiterung Ende des 19. Jahrhunderts zurückversetzt und mit einem gründerzeitlichen Giebel versehen worden; die anderen drei Häuser blieben unverändert. 1930 wurde die Straßenverbreiterung doch noch umgesetzt: Die Häuser Nr. 35, 37 und 39 wurden auf die Baulinie des Eckhauses zurückverlegt und erhielten neue Fassaden: Nr. 35 verputzt, in Anlehnung an die Vorgängerfassade von 1799, und Nr. 37 und 39 mit Backstein verklinkert. Zugleich erhielt das Eckhaus Nr. 33 eine neue Fassade mit Backstein-Treppengiebel. |           |
| Königstraße 40                                                                                          | Königstraße 663 JacQ.                         | 1806                                                   | 1942              | Das Haus wurde 1806 ganz oder zu großen Teilen neu errichtet, weil in diesem Jahr sein Wert für die Steuererhebung sprunghaft anstieg. |           |
| Königstraße 41                                                                                          | Königstraße 659 JacQ.                         | um 1250                                                | 1906              | 1375 zusammen mit dem gegenüberliegenden Haus, heute Löwen-Apotheke (Lübeck) als Gästehäuser für Kaiser Karl. IV und Gemahlin hergerichtet. Anfang des 18. Jahrhunderts Wohnhaus von Catharina Elisabeth Heinecken und erstes Kaffeehaus in Lübeck; diente auch als Musiktheater. Im 19. Jahrhundert Kaffeehaus mit Kegelbahn und bis 1861 Club Harmonie; 1871 Gasthaus Deutscher Kaiser. Abgebrochen 1906, mit aus Verkehrsgründen zurückverlegter Bauflucht Neubau von Bräck & Störmer 1906 |           |
| Königstraße 42                                                                                          | Königstraße 662 JacQ.                         | 1752                                                   | 1892              | Das Rokoko-Palais wurde für den Bau des Reichsbank-Gebäudes abgebrochen. |           |
| Königstraße 44–46                                                                                       |                                               | 18. Jahrhundert                                        | 1942              | Die Gebäude hinter den spätbarocken Fassaden waren älteren Ursprungs. |           |
| Königstraße 46a                                                                                         |                                               |                                                        | 1942              | Das in den Formen des Historismus errichtete Neobacksteinrenaissance-Gebäude wurde 1919 zur Erweiterung der Firmenräume vom benachbarten Verlag Gebrüder Borchers angekauft. |           |
| Königstraße 46                                                                                          |                                               | 18. Jahrhundert                                        | 1942              | Geschäftshaus der Lübeckischen Anzeigen in der Königstraße No. 46 seit dem 29. März 1886 bis zu deren Verschmelzung mit dem Lübecker General-Anzeiger in den 30ern. Die Gebäude hinter den spätbarocken Fassaden waren älteren Ursprungs. |           |
| Königstraße 50                                                                                          |                                               | 1576                                                   | 1928              | Das Haus mit dem Renaissance-Treppengiebel lag zwischen den Gassen Alter Schrangen und Kleiner Schrangen; es wurde bei der Zusammenlegung zum heutigen Schrangen abgerissen. |           |
| Königstraße 55                                                                                          |                                               | 13. Jahrhundert; Fassade: 1920er Jahre                 | 1992              | Haus des Lübecker Generalanzeigers; Fassade von Runge & Lenschow; abgerissen für die Königpassage, nördliche Brandmauer mit Malereien erhalten |           |
| Königstraße 47/49                                                                                       | Königstraße 881a/881 JohQ.                    | 16. Jahrhundert                                        | 1866              | |           |
| Königstraße 59, 61 und 63                                                                               |                                               | 15.–18. Jahrhundert                                    | 1942              | |           |
| Königstraße 76                                                                                          | Nr. 894                                       |                                                        | deutlich vor 1939 | Es ist das Wohnhaus des Senators Georg Arnold Behn gewesen. Friedrich Overbeck verlebte hier einst seine Jugendjahre. Es galt lange als Overbecks Geburtshaus, bis aktenmäßig festgestellt werden konnte, dass er in der Sandstraße geboren worden sei. In einer Publikation des Jahres 1939 wurde das Gebäude als längst abgerissen bezeichnet. |           |
| Königstraße 91, Schrödersches Haus                                                                      |                                               | 18. Jahrhundert                                        | um 1900           | Eckhaus zur Wahmstraße; im späten 18. Jahrhundert Ort von Opernaufführungen; abgerissen für den Bau eines heute noch bestehenden Geschäfts- und Wohnhauses |           |
| Königstraße 95                                                                                          |                                               |                                                        | spätestens 1942   | Aufnahme entstand zum 25-jährigen Bestehen der Privatschule von Heinrich Vietig (Vietig’sche Schule) |           |
| Königstraße 96                                                                                          | Königstraße 903 JohQ.                         |                                                        | 1942              | |           |
| Königstraße 102, 104 und 106 (auf dem Foto von rechts nach links)                                       | Königstraße 906, 907 und 908 JohQ.            |                                                        | 1942              | |           |
| Königstraße 108 / Aegidienstraße 15                                                                     |                                               | 1885 (Umbau 1938)                                      | 1942              | Das gründerzeitliche Gebäude (oberes Foto) wurde nach dem Erwerb durch die Bank der Deutschen Arbeit 1938/39 erheblich umgebaut, um es in das historische Straßenbild einzupassen (unteres Foto) |           |

## Krähenstraße
| Adresse und/oder Bezeichnung                                    | Adresse vor 1884                    | Erbaut                                                | Zerstört  | Besonderheiten und Anmerkungen | Abbildung |
| --------------------------------------------------------------- | ----------------------------------- | ----------------------------------------------------- | --------- | --- | --------- |
| Krähenstraße 1                                                  | Krähenstraße 420 JohQ.              |                                                       | 1942      | Backhaus seit 1334, Eckhaus zum Balauerfohr (= Balauerfohr 27) |           |
| Krähenstraße 2–6                                                | Krähenstraße 513 JohQ.              |                                                       | 1942      | Reihenhaus an der Ecke Balauerfohr, seit 1889 zum Vorderhaus Balauerfohr 29 gehörig |           |
| Krähenstraße 5                                                  | Krähenstraße 418 JohQ.              | 1645                                                  | 1942      | Das Vorderhaus zum Gang Kocks Hof |           |
| Krähenstraße 12, 10 und 8                                       | Krähenstraße 518, 517 und 516 JohQ. | Gotik                                                 | 1942      | |           |
| Krähenstraße 11, 13 und 15 (auf dem Foto von links nach rechts) | Krähenstraße 413, 412 und 411 JohQ. | verschiedene Jahrhunderte                             | 1942/1955 | Das zurückgesetzte Haus Nr. 13 wurde um 1900 in Erwartung einer baldigen Straßenverbreiterung anstelle eines Vorgängerbaus errichtet; die Straßenverbreiterung fand jedoch nicht statt. Das Haus überstand den Luftangriff von 1942, wurde aber 1955 abgebrochen, als im Rahmen des Wiederaufbaus die Krähenstraße tatsächlich breiter als zuvor angelegt wurde und das Gebäude nicht mehr in die neue Bauflucht passte. Die Nachbarhäuser 11 und 15 hingegen wurden 1942 zu stark beschädigt und ihre Ruinen später beseitigt. |           |
| Krähenstraße 19                                                 | Krähenstraße 408 JohQ.              | Renaissance                                           | 1942      | Das Geburtshaus Johann Heinrich Thöls; Vorderhaus von Rudolfs Gang (Nr. 21). |           |
| Krähenstraße 21, Rudolfs Gang                                   | Krähenstraße 404 JohQ.              | 1663 (erstmalige Erwähnung, als Diedrich Meyers Gang) | 1942      | Vorderhaus des Gangs war Nr. 19 |           |

## Kupferschmiedestraße
| Adresse und/oder Bezeichnung         | Adresse vor 1884 | Erbaut  | Zerstört | Besonderheiten und Anmerkungen | Abbildung |
| ------------------------------------ | ---------------- | ------- | -------- | --- | --------- |
| Kupferschmiedestraße 16–18 und 20–28 |                  | Ab 1909 | 2020     | Die Gebäude mit den Nummern 16–18 und 20–28 entstanden ab 1909 als Erweiterungsbauten zum Possehl-Haus (Beckergrube 38) auf dafür erworbenen und zusammengelegten Grundstücken in der Kupferschmiedestraße. Beim Bombenangriff auf Lübeck 1942 wurden die Bauten teils schwer beschädigt; obgleich sie wieder nutzbar gemacht wurden, erfolgte niemals eine völlige Wiederherstellung und Beseitigung der Kriegsschäden. So war beispielsweise das Haus 16–18 eine Blindfassade, hinter der sich nichts außer einigen Schuppen befand. 2020 wurden die Bauten abgebrochen, anschließend ließ die Firma Possehl auf dem Grundstück einen Neubau errichten, der sich in das historische Straßenbild einfügt. |           |

## Lastadie
| Adresse und/oder Bezeichnung | Adresse vor 1884 | Erbaut | Zerstört  | Besonderheiten und Anmerkungen                        | Abbildung |
| ---------------------------- | ---------------- | ------ | --------- | ----------------------------------------------------- | --------- |
| Dröge                        | Lastadie 359     | 1678   | 1873–1886 | Abgerissen wegen Baufälligkeit und wegen Hafenausbaus |           |
| Gießhaus                     | Lastadie 362     | 1666   | 1886      | Abgerissen wegen Hafenausbaus                         |           |

## Marienkirchhof
| Adresse und/oder Bezeichnung             | Adresse vor 1884       | Erbaut          | Zerstört | Besonderheiten und Anmerkungen                   | Abbildung |
| ---------------------------------------- | ---------------------- | --------------- | -------- | ------------------------------------------------ | --------- |
| Marienkirchhof 4–5, Altes Marienwerkhaus | Marienkirchhof 217 MQ. | mittelalterlich | 1903     | Für einen Neubau durch Willy Glogner abgebrochen |           |

## Markt
| Adresse und/oder Bezeichnung    | Adresse vor 1884                                                  | Erbaut                   | Zerstört | Besonderheiten und Anmerkungen | Abbildung |
| ------------------------------- | ----------------------------------------------------------------- | ------------------------ | -------- | --- | --------- |
|                                 | Markt 234 MQ.                                                     |                          | 1882     | Abgerissen für den Bau des neuen Hauptpostamtes |           |
|                                 | Markt 235 MQ.                                                     |                          | 1882     | Abgerissen für den Bau des neuen Hauptpostamtes |           |
|                                 | Markt 236 MQ.                                                     |                          | 1882     | Abgerissen für den Bau des neuen Hauptpostamtes |           |
| Baeyer’s Hotel                  | Markt 237 MQ.                                                     |                          | 1882     | Abgerissen für den Bau des neuen Hauptpostamtes |           |
| Baeyer’s Hotel                  | Markt 238 MQ.                                                     | 18. Jahrhundert (Giebel) | 1882     | Vermutlich zuletzt der älteste Giebel des Westriegels. Abgerissen für den Bau des neuen Hauptpostamtes |           |
|                                 | Markt 239 MQ.                                                     |                          | 1882     | Abgerissen für den Bau des neuen Hauptpostamtes. Der letzte Bewohner war Obermeister Hermann Meeths |           |
| Zum Holländer                   | Markt 240 MQ.                                                     |                          | 1882     | Abgerissen für den Bau des neuen Hauptpostamtes |           |
|                                 | Markt 241 (links, mit Treppengiebel) und 242 (rechts daneben) MQ. |                          | 1872     | Abgerissen für den Bau des Telegrafenamtes |           |
| Markt 1, Telegraphenamt         | Markt 241 MQ.                                                     | 1874/75                  | 1882     | Das anstelle dreier älterer Häuser neu errichtete Telegraphenamt wurde bereits sieben Jahre später zusammen mit der gesamten übrigen Bebauung des südlichen Marktrandes abgerissen, um Platz für das neue Hauptpostamt zu schaffen.                                                           |           |
| Markt 1, Hauptpostamt           |                                                                   | 1882                     | 2002     | Ursprünglich errichtet in neobacksteingotischem Stil, wurde das Äußere in den 1950er Jahren erheblich vereinfacht und mit einer komplett neuen, schlichten Ziegelfassade versehen (auf dem unteren Bild im Hintergrund). Abgerissen für den Bau eines Kaufhauses                              |           |
| Markt 3 / Kohlmarkt 12          | Markt 268a MQ.                                                    | 1391                     | 1942     | Der zum Kohlmarkt gelegene Giebel stammte aus der Erbauungszeit, während die marktseitige Fassade im 18. Jahrhundert entstand; die Hausnummernidentifizierung der Bilddatei ist inkorrekt. |           |
| Markt 4 / Kohlmarkt 10          | Markt 267 MQ.                                                     | 1805/06                  | 1942     | Klassizistisches Wohn- und Geschäftshaus, aufgeführt wohl von dem Architekten Joseph Christian Lillie für den Seidenhändler Georg Heinrich Lücke, zuletzt Geschäftshaus der Firma Otto Albers: Manufakturwaren, Aussteuer-Artikel, Betten, Matratzen, Herren-Garderobe, Arbeiter-Ausrüstungen |           |
| Markt 5; Die Glocke             | Markt 266b MQ.                                                    | kurz nach 1490           | 1899     | Großes Fachwerkhaus, abgerissen für den Neubau eines Geschäftshauses; die Hausnummernidentifizierung der Bilddatei ist inkorrekt. |           |
| Markt 5                         |                                                                   | 1899                     | 1942     | Gründerzeitliches Geschäftshaus, 1937 erheblich umgestaltet. |           |
| Markt 13                        | Markt 256 MQ.                                                     |                          | 1942     | Das Gebäude, das eine Einheit mit dem Haus Breite Straße 62 bildete, erhielt nach 1880 eine neugotische Ziegelfassade, durch die es stilistisch dem angrenzenden Rathaus angeglichen wurde.                                                                                                   |           |
| Markt 14–17 (rechts nach links) | Markt 252 bis 249 MarQ                                            | 1873                     | 1942     | 1873 anstelle älterer Vorgängerbauten errichtet. Die Fassaden wurden 1935 vereinfacht (Entstuckung) |           |
| Marktbrunnen                    |                                                                   | 1873                     | 1934     | Entworfen vom Architekten Hugo Schneider |           |

## Markttwiete
| Adresse und/oder Bezeichnung                                                   | Adresse vor 1884    | Erbaut          | Zerstört | Besonderheiten und Anmerkungen | Abbildung |
| ------------------------------------------------------------------------------ | ------------------- | --------------- | -------- | --- | --------- |
| Markttwiete 4                                                                  | Markttwiete 222 MQ. | 16. Jahrhundert | 1942     | Über Jahrzehnte der Sitz einer Heringshandlung mit dem Spitznamen Lord Heringtonn                                                                 |           |
| Markttwiete 2–4 (Schüsselbuden 15) Stadthaus, eigentlich Verwaltungsgebäude II |                     | 1955–57         | 2003     | Der aufgrund eklatanter Baumängel nicht mehr renovierungsfähige Verwaltungsbau des Rathauses wurde zusammen mit dem Postamt am Markt abgebrochen. |           |

## Marlesgrube
| Adresse und/oder Bezeichnung | Adresse vor 1884                         | Erbaut | Zerstört                            | Besonderheiten und Anmerkungen | Abbildung |
| ---------------------------- | ---------------------------------------- | --- | ----------------------------------- | --- | --------- |
| Marlesgrube 11               | Marlesgrube 481 MQ.                      | 1868 neu errichtet oder erheblich umgebaut | 1942                                | |           |
| Marlesgrube 20 und 22        | Marlesgrube 529 MQ. (für spätere Nr. 20) | Nr. 20: 1874; Nr. 22: 1904 | 1942                                | Das links angeschnittene Haus Nr. 24 wurde 1942 gleichfalls vernichtet. |           |
| Marlesgrube 22/24/26         | Marlesgrube 528/527/526 MQ.              | Nr. 22 Ende des 13. Jahrhunderts erbaut, Renaissance-Treppengiebelfassade (mit Terrakotten von Statius von Düren) zwischen 1550 und 1565 errichtet; Nr. 24 um 1359 errichtet, klassizistische Fassade von etwa 1800; Nr. 26 1802 errichtet und 1888 umgebaut. | 1904 (Nr. 22); 1942 (Nr. 24 und 26) | Nr. 22 war das Haus mit dem Treppengiebel (Gasthof zum Holsteinischen Hause) und wurde bereits 1904 zugunsten eines Neubaus abgebrochen, der 1942 vernichtet wurde. Nr. 24 befindet sich auf dem Foto links daneben, Nr. 26 ganz am linken Rand des Bildes.                                      |           |
| Marlesgrube 27               | Marlesgrube 553 MQ.                      | Wohl 1877 neu errichtet | 1942                                | |           |
| Marlesgrube 45               | Marlesgrube 563 MQ.                      | Gotik, wohl 14. Jahrhundert | 1942                                | Der ursprüngliche Treppengiebel war zu einem unbekannten Zeitpunkt in einen abgeschrägten Giebel umgeformt worden und hatte im 17. Jahrhundert einen (außerhalb des Fotos liegenden) geschweiften Abschluss nach barockem Geschmack erhalten.                                                    |           |
| Marlesgrube 57               | Marlesgrube 568 MQ.                      | 1802 | 1978                                | Vorderhaus des Leganen Gangs (Marlesgrube 55). Der nach 1978 entstandene Neubau erhielt keinen Torweg, der Zugang zum Leganen Gang wurde in die Düstere Querstraße verlegt; jedoch ist der Gang nach wie vor der Marlesgrube zugeordnet, obwohl er von dort aus nicht mehr erreicht werden kann. |           |

## Mengstraße
| Adresse und/oder Bezeichnung                      | Adresse vor 1884       | Erbaut                    | Zerstört | Besonderheiten und Anmerkungen | Abbildung |
| ------------------------------------------------- | ---------------------- | ------------------------- | -------- | --- | --------- |
| Bäckerbuden                                       | Mengstraße 205 a–k MQ. | verschiedene Jahrhunderte | 1834     | Die Verkaufsbuden der Bäcker, zwischen Kanzleigebäude und Maria am Stegel, galten als „die Stadt verunzierend“ und wurden daher zur Verschönerung des Stadtbildes von der Gesellschaft zur Beförderung gemeinnütziger Tätigkeit aufgekauft und abgebrochen. |           |
| Mengstraße 1, Maria am Stegel                     |                        | 1425                      | 1967     | Die ehemalige Kapelle stand, nachdem sie 1942 während des Bombenangriffes ausgebrannt war, noch 25 Jahre als Ruine, ehe sie nach Sturmschäden endgültig abgerissen wurde. Die Sockelsteine wurden leicht versetzt wieder in den Boden eingelassen. Die Hausnummer 1 wurde, wie auch die 3, nach dem Krieg Neubauten der unteren Mengstraße jenseits des Schüsselbuden zugeordnet.       |           |
| Mengstraße 3                                      | Mengstraße 1 MQ.       |                           | 1908     | Das Haus an der Ecke zum Schüsselbuden war direkt an die Kapelle Maria am Stegel angebaut. |           |
| Mengstraße 3                                      |                        | 1908                      | 1942     | Das Haus beherbergte von 1936 bis zur Zerstörung Geschäft und Werkstatt des Uhrmachers Paul Behrens, der 1967 die neue Astronomische Uhr der Marienkirche baute, nachdem die mittelalterliche Originaluhr im Krieg vernichtet worden war. Die Hausnummer 3 wurde, wie auch die 1, nach dem Krieg Neubauten der unteren Mengstraße jenseits des Schüsselbuden zugeordnet.                |           |
| Mengstraße 6                                      | Mengstraße 3 MMQ.      | 18. Jahrhundert           | 1942     | Das Gebäude wurde im Krieg zerstört; der an seiner Stelle errichtete Neubau wurde mit der erhaltenen Fassade des gleichfalls vernichteten Hauses Fischstraße 19 versehen (siehe auch Mengstraße 6). |           |
| Markthalle im Wehdehof hinter Mengstraße 6        |                        | 1895                      | 1942     | Die im Blockinneren errichtete Markthalle hatte wegen ihrer drei Zugänge zusätzlich die Adressen Breite Straße 44 und Beckergrube 19. |           |
| Mengstraße 7–11, Logenhaus der Loge zur Weltkugel |                        | <1914                     | 1942     | Gewachsenes Gebäude der Lübecker Loge zur Weltkugel. Nachdem die Loge aufgelöst wurde (1933), vermachte sie ihr Logenhaus den Lübecker Kirchen, die es fortan als Gemeindehaus nutzten. |           |
| Mengstraße 8, Seniorat                            |                        | 1530                      | 1942     | Das Wohnhaus im Innenhof der Wehde (deren Vordergebäude erhalten sind) diente über Jahrhunderte als Wohnsitz der Superintendenten. |           |
| Mengstraße 10                                     | Mengstraße 5 MMQ.      | 18. Jahrhundert           | 1942     | In diesem Hause befand sich einst die alte Lübecker Weinfirma „W. Stolterfoth“. Sie handelte mit Bordeaux-Weinen und war bayrischer Hoflieferant. Ab 1884 Sitz der Adler-Apotheke |           |
| Mengstraße 15                                     | Mengstraße 10 MQ.      |                           | 1942     | Die klassizistische Fassade war eine jüngere Zutat zum dahinter befindlichen älteren Haus. |           |
| Mengstraße 16                                     | Mengstraße 11 MMQ.     | um 1580                   | 1912     | Der Sitz des Verlags Schmidt-Römhild wurde abgerissen und durch einen Backstein-Neubau im Heimatschutzstil ersetzt, dessen Erscheinungsbild an das Aussehen des Renaissance-Giebelhauses angelehnt war. Nach weitgehender Zerstörung im Zweiten Weltkrieg erfolgte in den 1960er Jahren ein Wiederaufbau, der im Aussehen nahezu vollständig identisch war mit dem Bauwerk von 1912/13. |           |
| Mengstraße 18                                     | Mengstraße 43 MMQ.     | vor 1620                  | 1886     | Schütting der Schonenfahrer in Lübeck; nach 1799 vollständig klassizistisch umgebaut. Nur eine einzige bildliche Darstellung des Gebäudes ist bekannt. |           |
| Mengstraße 18, Café Central                       |                        | 1888                      | 1910     | Im Café ließ sich das Vorbild von Heinrich Manns Professor Rath oft sehen. |           |
| Mengstraße 18                                     |                        | 1910                      | 1942     | Errichtet als Zentrale der Kreditbank Lübeck |           |
| Mengstraße 28                                     |                        | 1803                      | 1942     | Als völliger Neubau für den Weinhändler Bonaventura Winckler errichtet; 1854 von der Stadt erworben, 1861–64 umgebaut und um eine Etage aufgestockt, 1864–96 als Gerichtsgebäude genutzt, danach Sitz verschiedener städtischer Behörden |           |
| Mengstraße 35                                     |                        | um 1761                   | um 1880  | Im 18. Jahrhundert zusammen mit dem Nachbarhaus Nr. 33 durch Umbau älterer Gebäude entstanden; um 1880 für den Bau des heute dort befindlichen klassizistischen Hauses abgebrochen |           |
| Mengstraße 36, Schabbelhaus                       |                        | um 1590                   | 1942     | Von 1908 bis zur Zerstörung 1942 ursprünglicher Sitz des Schabbelhauses, das seit 1955 in der Mengstraße 48–50 beheimatet ist |           |
| Mengstraße 42                                     | Mengstraße 72 MMQ.     | 1587                      | 1858     | Geburtshaus von Johann Wilhelm Cordes; ersetzt durch einen bis heute bestehenden spätklassizistischen Neubau |           |
| Mengstraße 66                                     |                        | spätes 18. Jahrhundert    | 1942     | |           |

## Moislinger Allee(Hausnummern 133–195 und 156–226)
| Adresse und/oder Standort | Bezeichnung                                          | Erbaut | Zerstört | Besonderheiten und Anmerkungen | Abbildung |
| Moislinger Allee 222      | Haus Sellschopp (ehemalige Lübecker Vereinsbrauerei) | 1907   | 2017     | Der Komplex der Lübecker Vereinsbrauerei diente nur bis 1920 der Bierproduktion, danach sahen die Gebäude eine Reihe wechselnder Nutzungen durch verschiedene Gewerbebetriebe. Der Lidl-Konzern hatte die Anlage bereits 2001 erworben, um die Bauten abzureißen und auf dem Grundstück einen Supermarkt zu errichten, doch diese Pläne konnten nicht aufrechterhalten werden. Im Februar 2017 begann der Abbruch des immer noch in Lidl-Besitz befindlichen Komplexes zur Vorbereitung einer Komplettsanierung des Geländes, über dessen weitere Verwendung bis dahin noch nicht entschieden war. |           |

## Mühlenbrücke
| Adresse und/oder Bezeichnung         | Adresse vor 1884 | Erbaut | Zerstört                    | Besonderheiten und Anmerkungen | Abbildung |
| ------------------------------------ | ---------------- | ------ | --------------------------- | --- | --------- |
| Mühlenbrücke 6–8                     |                  | 1885   | 1942 (Nr. 6) / 1973 (Nr. 8) | Der rechte Teil des Gebäudes (Nr. 6) wurde beim Luftangriff des Jahres 1942 zerstört; an seiner Stelle entstand 1956 ein Neubau mit den Nummern 6a/b, der bis heute existiert. Der linke Gebäudeteil (Nr. 8) an der Ecke zur Wallstraße wurde abgerissen für den Bau des Geschäftshauses von Dr. Klein & Co. AG                                                                                |           |
| Mühlenbrücke 9                       | 771 JohQ.        | 1876   | 1904                        | Abgerissen für den Bau der Stadthalle |           |
| Mühlenbrücke 9–13, Stadthalle        |                  | 1903   | 1942                        | Während das direkt an der Mühlenbrücke befindliche Vordergebäude und der Verbindungsbau mit dem Foyer beim Luftangriff 1942 nur relativ geringfügig beschädigt wurden, fiel der eigentliche Hallenbau – auf dem Foto links – der Zerstörung anheim und wurde 1951 durch einen Neubau ersetzt, der heute noch besteht, jedoch bei einem Umbau in den Jahren 1992–94 vollständig entkernt wurde. |           |
| Mühlenbrücke 11–13, Concordia-Garten | 771 a JohQ.      |        | 1903                        | Restaurant, abgerissen für den Bau der Stadthalle |           |
| Mühlenbrücke 15                      | 771 b JohQ.      | 1878   | 1942                        | |           |
| Mühlenbrücke 17                      | 771 c JohQ.      | 1881   | 1942                        | |           |

## Mühlendamm
| Adresse und/oder Bezeichnung | Adresse vor 1884     | Erbaut | Zerstört | Besonderheiten und Anmerkungen | Abbildung |
| ---------------------------- | -------------------- | ------ | -------- | ------------------------------ | --------- |
| Mühlendamm 2–6               | Mühlendamm 841 MarQ. | 1873   | 1942     | Pastorat des Doms              |           |

## Mühlenstraße
| Adresse und/oder Bezeichnung       | Adresse vor 1884       | Erbaut          | Zerstört  | Besonderheiten und Anmerkungen | Abbildung |
| ---------------------------------- | ---------------------- | --------------- | --------- | --- | --- |
| Mühlenstraße 1                     | Mühlenstraße 924 JohQ. |                 | 1866      | Das Giebelhaus brannte zusammen mit den Nachbarhäusern Nr. 3 und 5 1866 ab; an ihrer Stelle entstanden die beiden ersten Mietshäuser modernen Stils in Lübeck.                                                                                                 | |
| Mühlenstraße 19                    | Mühlenstraße 915 JohQ. |                 | wohl 1903 | Die steuerliche Werttaxierung für das Haus Mühlenstraße 19 wurde 1904 um mehr als das Doppelte angehoben. Daher dürfte das auf dem Foto sichtbare alte Gebäude 1903 abgebrochen und durch den Neubau ersetzt worden sein, der dort bis heute steht.            | |
| Mühlenstraße 21, Im eisernen Kreuz | Mühlenstraße 835 JohQ. |                 | 1903      | | |
| Mühlenstraße 23, Der Oelkrug       | Mühlenstraße 835 JohQ. |                 | 1904      | | |
| Mühlenstraße 25                    | Mühlenstraße 834 JohQ. |                 | 1904      | | |
| Mühlenstraße 27                    | Mühlenstraße 833 JohQ. |                 | 1942      | Von 1629 bis 1868 das Amtshaus der Schuster | |
| Mühlenstraße 29                    | Mühlenstraße 832 JohQ. |                 | wohl 1901 | 1901 wurde die Steuertaxierung des Gebäudes Mühlenstraße 29 auf das Dreifache erhöht; daher ist anzunehmen, dass das Haus in jenem Jahr durch einen Neubau ersetzt wurde. Der Nachfolgebau wurde beim Bombenangriff des Jahres 1942 zerstört.                  | |
| Mühlenstraße 31                    | Mühlenstraße 831 JohQ. |                 | 1942      | | |
| Mühlenstraße 33                    | Mühlenstraße 830 JohQ. |                 | 1942      | | |
| Mühlenstraße 35                    | Mühlenstraße 829 JohQ. |                 | 1942      | | |
| Mühlenstraße 37                    | Mühlenstraße 828 JohQ. | um 1400         | 1893      | | |
| Mühlenstraße 40                    | JohQ.                  | um 1300         | 1966      | | Mühlenstraße 40, zerstört durch Bau von C&A 1966, Foto 1942, Fotograf unbekannt, Quelle Fotoarchiv der Hansestadt Lübeck |
| Mühlenstraße 41, Derliens Gang     | Mühlenstraße 825 JohQ. | 17. Jahrhundert | 1942      | Derliens Gang war nur der letzte Name des Wohngangs, der mehrfach die Bezeichnung wechselte. Das Vorderhaus (Nr. 43) war älter (Renaissancegiebel straßenseitig, gotischer Giebel rückseitig). An der Stelle des Ganges verläuft heute der Pergamentmachergang | |
| Mühlenstraße 43                    | Mühlenstraße 824 JohQ. |                 | 1942      | Das Bild zeigt den rückseitigen gotischen Giebel des Hauses, gesehen von Derliens Gang aus | |
| Mühlenstraße 52                    | Mühlenstraße 882 MarQ. | 19. Jh.         | 1902      | Der Bau stammte aus der Mitte des vorhergehenden Jahrhunderts. Auf dem Grundstück selbst stand seit 1338 ein Backhaus. | |

## Musterbahn
| Adresse und/oder Bezeichnung      | Adresse vor 1884       | Erbaut                  | Zerstört | Besonderheiten und Anmerkungen | Abbildung |
| --------------------------------- | ---------------------- | ----------------------- | -------- | --- | --------- |
| Musterbahn 8, Domkloster          | Dom-Kirchhof 859 MarQ. | 13. bis 15. Jahrhundert | 1889     | Die Reste des ehemaligen Domklosters an der Südseite des Doms wurden größtenteils für den Bau des Museums am Dom abgetragen, einzelne Elemente wurden in den Neubau integriert. |           |
| Musterbahn 8, Museum am Dom       |                        | 1892                    | 1942     | Das von Adolf Schwiening entworfene Museum in neugotischem Stil vereinte die bis dahin an mehreren Orten verstreuten Sammlungen der Stadt; seine zeitgenössische Adresse war Domkirchhof Nr. 2. An seiner Stelle befindet sich heute der Nachkriegsbau des Museums für Natur und Umwelt. |           |
| Musterbahn 9, Elisabeth-Heim      | Dom-Kirchhof 865 MarQ. | 1878                    | 1942     | Das zuvor von der gegenüberliegenden Oberrealschule zum Dom genutzte Gebäude beherbergte seit 1930 das Damenstift Elisabeth-Heim; beim Luftangriff auf Lübeck am 29. März 1942 wurde es beschädigt und am 23. April gesprengt.                                                           |           |
| Musterbahn 19, Entbindungsanstalt | Dom-Kirchhof 862 MarQ. |                         | 1887     | Das Gebäude beherbergte von 1856 bis 1887 die Entbindungsanstalt des Allgemeinen Krankenhauses. |           |

## Pagönnienstraße
| Adresse und/oder Bezeichnung | Adresse vor 1884 | Erbaut | Zerstört | Besonderheiten und Anmerkungen                                                                             | Abbildung |
| ---------------------------- | ---------------- | ------ | -------- | --- | --------- |
| Pagönnienstraße 1            |                  | 1935   | 2021     | Das Gebäude wurde im Rahmen der Neuerrichtung des Theaterfigurenmuseums Lübeck im Januar 2021 abgebrochen. |           |

## Parade
| Adresse und/oder Bezeichnung                         | Adresse vor 1884 | Erbaut              | Zerstört | Besonderheiten und Anmerkungen | Abbildung |
| ---------------------------------------------------- | ---------------- | ------------------- | -------- | --- | --------- |
| Parade 2                                             | Parade 956 MarQ. | 1875                | 1924     | Auf dem Grundstück einer ehemaligen Domherrenkurie anstelle eines Vorgängerbaus von 1822 errichtet; 1924 für den Neubau der Gewerbeschule, heute Gewerbeschule II, abgebrochen. |           |
| Parade 3                                             | Parade 951 MarQ. | um 1800             | 1914     | Ehemalige Domherrenkurie mit ursprünglich nur einem Obergeschoss, 1888 für die Nutzung als katholisches Marien-Krankenhaus um ein Stockwerk erhöht; 1914 für den Neubau des Krankenhauses abgebrochen. |           |
| Parade 4                                             | Parade 955 MarQ. |                     | 1902     | Ehemalige Domherrenkurie, 1902 für den Bau des Pfarrhauses der katholischen Herz-Jesu-Kirche abgebrochen |           |
| Parade 5 (heutige Entsprechung), Kurtzrocksche Kurie | Parade 952 MarQ. | 1655                | 1823     | Ehemalige Domherrenkurie; nach dem Abbruch der Gebäude 1823 wurde das Grundstück an der Ecke zum Domkirchhof als Garten des angrenzenden Waisenhauses genutzt. 1942/43 wurden auf dem Gelände die Luftschutzbunker Parade 5 (noch heute als Teil des Marien-Krankenhauses erhalten) und 7 (2011 abgebrochen) errichtet. |           |
| Parade 7, Domkirchhof-Bunker                         |                  | 1942/43             | 2011     | |           |
| Parade 8                                             | Parade 953 MarQ. | 15./16. Jahrhundert | 1906     | Das Gebäude, zuletzt Sitz der Lübecker Genossenschaftsmeierei, wurde für den Bau des Katholischen Gesellenhauses abgerissen. |           |
| Parade 12, Hauptwache                                |                  | 1748                | 1878     | Das Gebäude war die Hauptwache des Lübecker Militärs. |           |

## Petrikirchhof
| Adresse und/oder Bezeichnung                   | Adresse vor 1884 | Erbaut | Zerstört | Besonderheiten und Anmerkungen                                                   | Abbildung |
| ---------------------------------------------- | ---------------- | ------ | -------- | -------------------------------------------------------------------------------- | --------- |
| Petrikirchhof 1a, Leichenhalle der Petrikirche |                  | 1600   | 1942     | Die ehemalige Leichenhalle wurde seit 1882 als Werkhaus der Petrikirche genutzt. |           |

## Pfaffenstraße
| Adresse und/oder Bezeichnung       | Adresse vor 1884                              | Erbaut                         | Zerstört | Besonderheiten und Anmerkungen | Abbildung |
| ---------------------------------- | --------------------------------------------- | ------------------------------ | -------- | --- | --------- |
| Pfaffenstraße 20–22/Königstraße 24 | Pfaffenstraße 672 JacQ./Königstraße 671 JacQ. | 2. Hälfte des 17. Jahrhunderts | 1910     | Das Giebelhaus Königstraße 24 bildete eine bauliche Einheit unter einem gemeinsamen Dach mit dem rechts anschließenden Reihenhaus Pfaffenstraße 20–22 |           |

## Pferdemarkt
| Adresse und/oder Bezeichnung                                | Adresse vor 1884        | Erbaut | Zerstört | Besonderheiten und Anmerkungen | Abbildung |
| ----------------------------------------------------------- | ----------------------- | ------ | -------- | --- | --------- |
| Pferdemarkt 2                                               |                         | 1861   | 1942     | Frühes Beispiel eines neugotischen Wohnhauses in Lübeck |           |
| Pferdemarkt 4                                               | Klingenberg 959–960 MQ. |        | 1942     | Die linke Hälfte des Grundstücks wurde 1892 an Nr. 6 übertragen und der darauf befindliche Teil des Gebäudes abgebrochen, damit auf dem erweiterten Grundstück Nr. 6 ein größeres Wohnhaus errichtet werden konnte. Die verbliebene rechte Gebäudehälfte wurde beim Bombenangriff von 1942 vernichtet.                                                                                              |           |
| Pferdemarkt 8 Schlegelstiftung (Privates Frauenkrankenhaus) |                         | 1905   | 1942?    | Aus der bisherigen Privatklinik des Herrn Dr. Uter am Pferdemarkt 8 ist mit Hilfe einer Deutsch-Amerikanerin, die im Andenken an ihren auf einer Besuchsreise in die Heimat verstorbenen Gemahl Herrn Dr. Uter eine größere Summe zwecks Ausgestaltung der bisher nicht genügenden Räume zur Verfügung gestellt hatte, das am 12. Februar 1905 in feierlicher Weise eingeweihte Gebäude entstanden. |           |

## Possehlstraße
| Adresse und/oder Bezeichnung | Adresse vor 1884 | Erbaut | Zerstört  | Besonderheiten und Anmerkungen | Abbildung |
| ---------------------------- | ---------------- | ------ | --------- | --- | --------- |
| Possehlbrücke                |                  | 1956   | 2015      | Zunehmende Alterungserscheinungen und Belastungsschäden machten es notwendig, die Possehlbrücke durch einen Neubau zu ersetzen. Der Abbruch der Spannbetonbrücke, auf der die Possehlstraße den in der Kanatrave verlaufenden Elbe-Lübeck-Kanal überquert, begann am 2. November 2015. |           |
| Wachhaus des Eisenbahntors   |                  | 1854   | nach 1934 | Das Wachhaus stand nahe der heutigen Wielandbrücke an der für den Bau des Bahndamms (seit 1920 Possehlstraße) durchschnittenen Bastion Commis |           |

## Rosengarten
| Adresse und/oder Bezeichnung | Adresse vor 1884        | Erbaut          | Zerstört | Besonderheiten und Anmerkungen | Abbildung |
| ---------------------------- | ----------------------- | --------------- | -------- | --- | --------- |
| Rosengarten 14–16            | Rosengarten 39-38 JohQ. | 15. Jahrhundert | 1910     | Die zwei Giebelhäuser (rechts auf dem Bild: Nr. 14) wurden abgebrochen, um Platz für einen Neubau zu schaffen, der heute Sitz der Lübecker Musikschule ist. |           |

## Sandstraße
| Adresse und/oder Bezeichnung             | Adresse vor 1884                    | Erbaut | Zerstört                                     | Besonderheiten und Anmerkungen | Abbildung            |
| ---------------------------------------- | ----------------------------------- | --- | -------------------------------------------- | --- | -------------------- |
| Sandstraße 1–3                           | Sandstraße 939-938                  | 18. Jahrhundert | 1904                                         | Abgerissen für den Bau des Kaufhauses der Firma August Haerder & Co. |                      |
| Sandstraße 1–5, Kaufhaus Haerder         |                                     | Kernbau Ecke Sandstraße/Wahmstraße: 1950; Erweiterungsbau Ecke Wahmstraße/Königstraße: 1954; Haerder-Brücke (mit Restaurant und Verkaufsräumen versehene dreistöckige verglaste Verbindungsbrücke zum Gebäude Breite Straße 99): 1956 | 2006 (Haerder-Brücke); 2007 (Gebäudekomplex) | Der Nachkriegskomplex des Kaufhauses Haerder (Sandstraße 1–5, Wahmstraße 2–20 und Königstraße 84–96) nahm einen halben Baublock ein. |                      |
| Sandstraße 2/Kohlmarkt 1                 | Sandstraße 1011/Kohlmarkt 262 MarQ. | 1867 | 1942                                         | |                      |
| Sandstraße 4                             |                                     | 18. Jahrhundert | 1942                                         | |                      |
| Sandstraße 11                            |                                     | Barockgiebelhaus | 1942 ?                                       | seit 1707 Weinhaus, Stammlokal der Protagonisten in Ludwig Ewers Lübeckroman: Die Großvaterstadt | Metzger-Mappe 60/189 |
| Sandstraße 13                            |                                     | |                                              | Im 15. Jahrhundert Wohnhaus des Andreas Geverdes, siehe Der erwürgte Bürge, dort in der Anmerkung. Konsulatssitz von Spanien |                      |
| Sandstraße 15                            | Sandstraße 932 JohQ.                | 1824 (prägend) | 1942                                         | 1824 Umbau des Hauses (damals noch Klingenberg Nr. 932) im klassizistischen Stil durch den Architekten Joseph Christian Lillie für den Seidenkaufmann Gustav Boldemann. Spätere Eigentümer August Haerder (1860), Goldschmied Heinrich Hermann Sack (1877) |                      |
| Sandstraße 16, Die Halbmond-Apotheke     | Sandstraße 1004 MQ.                 | | Mai 1911                                     | Barock |                      |
| Sandstraße 16, Die neue Halbmondapotheke |                                     | 1912 | 1942                                         | Architekt Peter Sönnichsen; nur ein Teil der Fassade überlebte 1942 |                      |
| Sandstraße 17                            | Sandstraße 931 JohQ.                | wohl 1859 | 1942                                         | |                      |
| Sandstraße 18                            | Sandstraße 1003 MQ.                 | | 1942                                         | |                      |
| Sandstraße 19                            | Sandstraße 930 JohQ.                | wohl 1802 | 1942                                         | |                      |
| Sandstraße 20                            | Sandstraße 1002 MQ.                 | | 1942                                         | |                      |
| Sandstraße 21                            | Sandstraße 929 JohQ.                | 1868 | 1942                                         | |                      |
| Sandstraße 22                            | Sandstraße 1001 MQ.                 | | 1942                                         | |                      |
| Sandstraße 23                            | Sandstraße 928 JohQ.                | | 1803                                         | Auf dem Bild ganz links |                      |
| Sandstraße 23                            | Sandstraße 928 JohQ.                | 1803 | 1942                                         | |                      |
| Sandstraße 24                            | Sandstraße 1000 MQ.                 | 15. Jahrhundert | 1928                                         | Die im 18. Jahrhundert neu errichtete Fassade stand unter Denkmalschutz; dennoch wurde für den Bau des Warenhauses des Konsumvereins die Abrissgenehmigung erteilt. Während des Ersten Weltkriegs war in ihm das Ersatz Reserve-Infanterie-Regiment Nr. 84 untergebracht |                      |
| Sandstraße 25                            | Sandstraße 927 JohQ.                | | 1826                                         | Auf dem Bild in der Mitte, mit Treppengiebel |                      |
| Sandstraße 25                            | Sandstraße 927 JohQ.                | 1826 | 1942                                         | Die klassizistische Fassade von 1826 wurde in der früheren Literatur irrtümlich Joseph Christian Lillie zugeschrieben. |                      |
| Sandstraße 26                            | Sandstraße 998/997 MQ.              | | 1893                                         | |                      |
| Sandstraße 26                            |                                     | 1893 | 1928                                         | Gebrüder Hohenschild Georg und Wilhelm hatten in der Sandstraße 17 ihre Fabrikation und erweiterten sie 1907 auf die 19. 1907 wurde der Verkauf als eigene Firma in der 26 von Johs. Wilh. Georg ausgegliedert. Ab deren II. Etage war dort der Wohnbereich des Inhabers. Die Fabrikation verzog von 17/19 in die Fleischhauerstraße 15. Als Hirschberg 1913 verstarb, wurde Karl Franke Inhaber der 26. Die im Jahre 1896 gegründete Firma wurde 1907 vom Inhaber Curt Hirschfeld käuflich erworben, welcher zu ihrer früheren Spezialität – feine Briefpapiere und elegante Schreibwaren – noch eine besondere Abteilung für Schreib-, Rechen- und Kopiermaschinen sowie Kontormöbel sowie sonstige moderne Kontorhilfsmittel hinzufügte. Diese besondere Abteilung nahm die erste Etage des Geschäftshauses ein. In beiden Abteilungen wurden nur deutsche Fabrikate geführt; von Schreibmaschinen die Marken Ideal, und Erika von Seidel & Naumann in Dresden und im Übrigen die Erzeugnisse der renommierten Firma F. Soennecken in Bonn, sowie die Registriereinrichtungen der System-Vertriebs-Gesellschaft mbH. Die große Ausdehnung des Maschinengeschäftes hat die Anlage einer eigenen Reparaturwerkstatt für Schreib- und Rechenmaschinen unter Leitung eines fachmännisch gebildeten Mechanikers notwendig. Abgerissen für den Bau des Warenhauses des Konsumvereins |                      |
| Sandstraße 27                            | Sandstraße 925–926 JohQ.            | | 1882                                         | Größtes Fachwerkhaus Lübecks. Wegen der Veränderungen in Straßenverlauf, Parzellierung und Häusernummerierung nach den Zerstörungen des Zweiten Weltkriegs entspricht der Standort des Hauses nicht der heutigen Sandstraße 27. |                      |
| Sandstraße 28                            | Klingenberg 998 MQ.                 | | 1856                                         | |                      |
| Sandstraße 28                            | Klingenberg 998 MQ.                 | 1856 | 1928                                         | Errichtet vom Glasermeister Johann Jacob Achelius; abgerissen für den Bau des Warenhauses des Konsumvereins |                      |

## Schmiedestraße
| Adresse und/oder Bezeichnung        | Adresse vor 1884             | Erbaut                                                     | Zerstört | Besonderheiten und Anmerkungen | Abbildung |
| ----------------------------------- | ---------------------------- | ---------------------------------------------------------- | -------- | --- | --------- |
| Schmiedestraße 5                    | Schmiedestraße 970–971 MQ.   | 1875                                                       | 1942     | Neugotischer Erweiterungsbau der Weinhandlung J.C. Engelhard & Söhne |           |
| Schmiedestraße 7                    | Große Schmiedestraße 972 MQ. | spätes 15. Jahrhundert                                     | 1942     | Stammhaus der Weinhandlung J.C. Engelhard & Söhne (im 20. Jahrhundert: Inhaber Hans Sellschopp) |           |
| Schmiedestraße 7–15, Gesundheitsamt |                              | 1958/59 (erster Bauabschnitt); 1962 (zweiter Bauabschnitt) | 2007     | |           |
| Schmiedestraße 10                   |                              | 1896                                                       | 1942     | Firmensitz und Speicher der Kolonialwaren-Großhandlung Haukohl |           |
| Schmiedestraße 12–14                |                              | 1901                                                       | 1942     | Erweiterungsbau des Haukohl-Speichers |           |
| Schmiedestraße 26                   | Schmiedestraße 985 MQ.       | <1535                                                      | 1942     | Ehemaliges Amtshaus der Schmiede. Im Besitz des Amts von 1535 bis 1865. Oberhalb der Haustür das Amtsemblem. In der Schmiedestraße 24/26 wurde von Johann Jürgen Hübner das Moltkemedaillon gegossen und vor seiner Enthüllung ausgestellt. |           |

## Schrangen
| Adresse und/oder Bezeichnung            | Adresse vor 1884 | Erbaut | Zerstört | Besonderheiten und Anmerkungen                                                                                          | Abbildung |
| --------------------------------------- | ---------------- | ------ | -------- | --- | --------- |
| Schrangen 20 (rechts) und 22–24 (links) |                  | 1935   | 1975     | Die Häuser bildeten eine Einheit mit den Gebäuden Fleischhauerstraße 15 und 17, mit denen sie Rücken an Rücken standen. |           |

## Schüsselbuden
| Adresse und/oder Bezeichnung                                                   | Adresse vor 1884                   | Erbaut                                                     | Zerstört | Besonderheiten und Anmerkungen | Abbildung |
| ------------------------------------------------------------------------------ | ---------------------------------- | ---------------------------------------------------------- | -------- | --- | --------- |
| Schüsselbuden 2                                                                | Schüsselbuden 201 MQ.              | 1832                                                       | 1942     | 1832 unter Einbeziehung einiger Teile des Vorgängerbaus neu errichtet. Gotischer Gewölbekeller und Wandmalerei an der Südwand des Erdgeschosses von 1331/38 erhalten und in Neubau von 1958 integriert, Sitz des Konsulates von Großbritannien und der Weinhandlung Heinrich Leo Behncke |           |
| Schüsselbuden 8, 6 und 4 (von links)                                           | Schüsselbuden 200, 199 und 198 MQ. | 18. Jahrhundert (die Häuser hinter den Giebeln sind älter) | 1942     | |           |
| Schüsselbuden 11                                                               | Schüsselbuden 212 MQ.              |                                                            | 1942     | |           |
| Schüsselbuden 12                                                               | Schüsselbuden 196 MQ.              | 16. Jahrhundert                                            | 1902     | Von 1687 bis 1853 Schütting der Nowgorodfahrer; für die Errichtung des Central-Hotels abgerissen |           |
| Schüsselbuden 14/Fischstraße 2–6                                               |                                    | 1887                                                       | 1942     | Auf dem Bild das Gebäude mit Turm, vom Marienkirchhof aus gesehen. |           |
| Schüsselbuden 15, Pflügsches Haus                                              | Schüsselbuden 221 MQ.              | 1720                                                       | 1942     | 1805 von Joseph Christian Lillie für den Eigentümer Konrad Platzmann umgebaut. Das Gebäude stammte bis auf das später aufgebaute oberste Stockwerk aus den Anfängen des Rokoko. Eine Stuckplatte im Kellergeschoss trug das Datum 1720. Ab 1909 verfiel es zusehends, bis im Jahre 1919 die Zweigstelle der Lübecker Disconto-Gesellschaft in der einstigen Pflügschen Weinhandlung eingerichtet wurde. |           |
| Markttwiete 2–4 (Schüsselbuden 15) Stadthaus, eigentlich Verwaltungsgebäude II |                                    | 1955–57                                                    | 2003     | Der aufgrund eklatanter Baumängel nicht mehr renovierungsfähige Verwaltungsbau des Rathauses wurde zusammen mit dem Postamt am Markt abgebrochen. |           |
| Schüsselbuden 16 (ehem. Eckhaus Fischstraße, heute Fischstraße 1–3)            |                                    | Bürgerhaus auf Keller aus dem 13. Jh.                      | 1942     | Bis 1838 Standort des Fredenhagenzimmers. Der erhaltene Fredenhagen-Keller (Restaurant seit 1899) wurde 1969 beim Wiederaufbau bis auf einen Kapelle genannten Kellerraum abgerissen. Beschreibung des Nachkriegszustands bei Hartwig Beseler. |           |
| Schüsselbuden 20                                                               | Schüsselbuden 192 MQ.              | 1764                                                       | 1942     | seit 1892 Betriebshaus der Privatbank in Lübeck, ab 1927 Deutsche Bank Filiale Lübeck |           |
| Schüsselbuden 22, Spethmann’s Hôtel                                            | Schüsselbuden 191 MQ.              | 18. Jahrhundert                                            | 1904     | seit 1884 Hotel; 1904 für den Bau des Paketpostamtes abgebrochen |           |
| Schüsselbuden 24                                                               | Schüsselbuden 190 MQ.              | 1587                                                       | 1904     | Haus der Krämerkompanie bis 1868. Abgerissen für den Neubau des Paketpostamtes; das Renaissance-Portal wurde in die Braunstraße 1–3 versetzt |           |
| Schüsselbuden 32                                                               | Schüsselbuden 186 MQ.              | um 1550                                                    | 1869     | |           |
| Schüsselbuden 34                                                               | Schüsselbuden 183–185 MQ.          | 1860                                                       | 1942     | Das Geschäftshaus der Firma H. H. Kahl & Sohn ab 1882 |           |
|                                                                                | Schüsselbuden 232 MQ.              | 1752                                                       | 1882     | Das Geschäftshaus der Firma H. H. Kahl & Sohn an der Ecke zum Kohlmarkt; zusammen mit den übrigen Häusern auf der Nordseite des Schüsselbuden bis zur Markttwiete abgerissen für den Bau des neuen Hauptpostamtes. |           |

## St.-Annen-Straße
| Adresse und/oder Bezeichnung                | Adresse vor 1884 | Erbaut | Zerstört | Besonderheiten und Anmerkungen | Abbildung |
| ------------------------------------------- | ---------------- | ------ | -------- | --- | --------- |
| St.-Annen-Straße 1–1a, St.-Aegidien-Konvent |                  | 1297   | 1888     | Der linke, an der Ecke zur Stavenstraße befindliche Saalbau des 1846 aufgehobenen Beginenkonvents wurde 1888 abgebrochen; das Giebelhaus, das den rechten Teil ausmachte, besteht nach Umbauten bis heute und trägt die Hausnummer 3. |           |

## Wahmstraße
| Adresse und/oder Bezeichnung   | Adresse vor 1884     | Erbaut | Zerstört                                                      | Besonderheiten und Anmerkungen | Abbildung |
| ------------------------------ | -------------------- | ------ | ------------------------------------------------------------- | --- | --------- |
| Wahmstraße 3                   | Wahmstraße 468 JohQ. |        | 1942                                                          | |           |
| Wahmstraße 76–86, Birgittenhof | Wahmstraße 504 JohQ. | 1480   | Vorderhaus 1942 schwer beschädigt, nach dem Krieg abgebrochen | Ehemals Niederlassung des Birgittenordens aus Marienwohlde |           |
| Wahmstraße 90, Orkide-Grill    |                      | 1949   | 2010                                                          | Der beim Wiederaufbau in den Nachkriegsjahren als Salon für den Friseurmeister Hermann Oldenburg errichtete Flachdach-Ladenpavillon an der Ecke zum Balauerfohr war über viele Jahre Standort des in Lübeck weithin bekannten Orkide-Grills. Er wurde am 16. September 2010 abgebrochen, um Platz für eine Neubebauung zu schaffen. |           |

## Wakenitzmauer
| Adresse und/oder Bezeichnung | Adresse vor 1884 | Erbaut | Zerstört | Besonderheiten und Anmerkungen | Abbildung |
| ---------------------------- | ---------------- | ------ | -------- | --- | --------- |
| Wakenitzmauer 1, Tivoli      | Kaiserstraße 600 | 1837   | 1893     | Das Tivoli, ein Sommertheater mit großer Gartenwirtschaft, die bis an das damalige Wakenitz-Ufer reichte, musste den Vorbereitungen zum Bau des Elbe-Lübeck-Kanals weichen. Das Grundstück wurde vor 1884 zur Kaiserstraße gezählt. |           |

## Wallstraße
| Adresse und/oder Bezeichnung                                                                      | Adresse vor 1884            | Erbaut | Zerstört | Besonderheiten und Anmerkungen | Abbildung |
| ------------------------------------------------------------------------------------------------- | --------------------------- | ------ | -------- | --- | --------- |
| Wallstraße 3–5, Landwirtschaftliche Maschinen-Centrale (zeitgenössische Anschrift: Am Holstentor) |                             | 1900   | 1926     | Die Ausstellungs- und Verkaufshalle für landwirtschaftliche Maschinen befand sich dort, wo heute vor den Salzspeichern eine 1936 errichtete ehemalige Tankstelle mit Garagenanlage steht. Sie wurde 1926 abgerissen und an ihrer Stelle eine Rasenfläche angelegt, um anlässlich der 700-Jahr-Feier Lübecks das Umfeld des Holstentors aufzuwerten. |           |
| Wallstraße 40, Sternwarte der Seefahrtschule Lübeck                                               | Am Wall, Navigations-Schule | 1860   | 1925     | Die Sternwarte der Seefahrtschule stand auf der Wallkrone dicht neben dem Kaisertor und musste der Erweiterung der Schule weichen. |           |

## Weiter Krambuden
| Adresse und/oder Bezeichnung | Adresse vor 1884         | Erbaut          | Zerstört | Besonderheiten und Anmerkungen | Abbildung |
| ---------------------------- | ------------------------ | --------------- | -------- | --- | --------- |
| Weiter Krambuden 1           | Weiter Krambuden 246 MQ. | um 1565         | 1942     | |           |
| Weiter Krambuden 2           | Weiter Krambuden 216 MQ. | 18. Jahrhundert | 1942     | |           |
| Weiter Krambuden 4           | Weiter Krambuden 245 MQ. | 18. Jahrhundert | 1942     | |           |
| Weiter Krambuden 6           | Weiter Krambuden 243 MQ. | um 1800         | 1902     | Das klassizistische Gebäude, auf dem Foto (Bildmitte) noch in seiner ursprünglichen Gestalt, wurde um 1902 abgebrochen und durch ein Haus mit dem Aussehen eines Treppengiebelhauses im Stil der Neo-Backsteinrenaissance mit Fachwerk-Eckerker ersetzt. |           |
| Weiter Krambuden 6           |                          | 1902            | 1942     | |           |